# پاول لرو
پاول کالدر جی لرو (به فرانسوی: Paul Calder Le Roux) برنامه‌نویس سابق، رئیس پیشین یک کارتل جنایت کار و خبرچین اداره مبارزه با مواد مخدر ایالات متحده (DEA) است.
در سال ۱۹۹۹، لرو یک نرم‌افزار آزاد و متن‌باز رمزنگاری هارد دیسک ویندوز به نام E4M (اختصار یافته نام Encryption for masses یا رمزنگاری برای عموم) را توسعه داد. احتمال می‌رود وی از سازنده‌های نرم‌افزار تروکریپت باشد که بر پایه E4M ساخته شده‌است. با این حال خود او این ادعا را رد کرده است.
لرو در ۲۶ سپتامبر ۲۰۱۲ به جرم اقدام برای وارد کردن مواد مخدر به ایالات متحده بازداشت شد و موافقت کرد که در ازای همکاری با مقامات حکم سبک تری بگیرد و در مقابل جرایمی که در آینده به آن اعتراف می‌کند مصون باشد. او متعاقباً اعتراف کرد که به عنوان بخشی از برنامه گسترش امپراطوری خلاف خود، در قتل هفت نفر همکاری کرده است.
لرو در ژوئن ۲۰۲۰ به ۲۵ سال زندان محکوم شد.
مایکل مان فیلمی را بر اساس کتابی نوشته الین شانون دربارهٔ پاول لرو در دست ساخت دارد.

## اوایل زندگی
لرو در ۲۴ دسامبر ۱۹۷۲ در بیمارستان Lady Rodwell Maternity Home در شهر بولاوایو در کشور زیمبابوه به دنیا آمد، خانواده او سرپرستیش را نپذیرفت و او را به سرپرستی خانواده دیگری سپردند. در گواهی تولد او، نام او «ناشناس» درج شده‌است و از پدرش نامی برده نشده‌است. هویت مادر واقعی او کشف نشده‌است، یک منبع ادعا می‌کند مادرش یک جوان فقیر بوده‌است، در حالی که منبع دیگری می‌گوید مادربزرگ مادری اش با یک سناتور آمریکایی ازدواج کرده بوده‌است.
وقتی که او دوماهه بود، توسط زوجی که در روستای معدنی ماشاوا زندگی می‌کردند به سرپرستی گرفته شد و نام آینده اش یعنی پاول کالدر لرو را به او دادند. خانواده او هرگز دربارهٔ به سرپرستی گرفتن او به او چیزی نگفتند، در حالی که اکثر اعضای خانواده ناتنی او از این موضوع مطلع بودند، خود او نهایتاً در سال ۲۰۰۲ از این موضوع با خبر شد. او یک خواهر کوچک‌تر داشت و عشق بسیاری از سوی خانواده ناتنی اش و بستگان آنها دریافت می‌کرد.

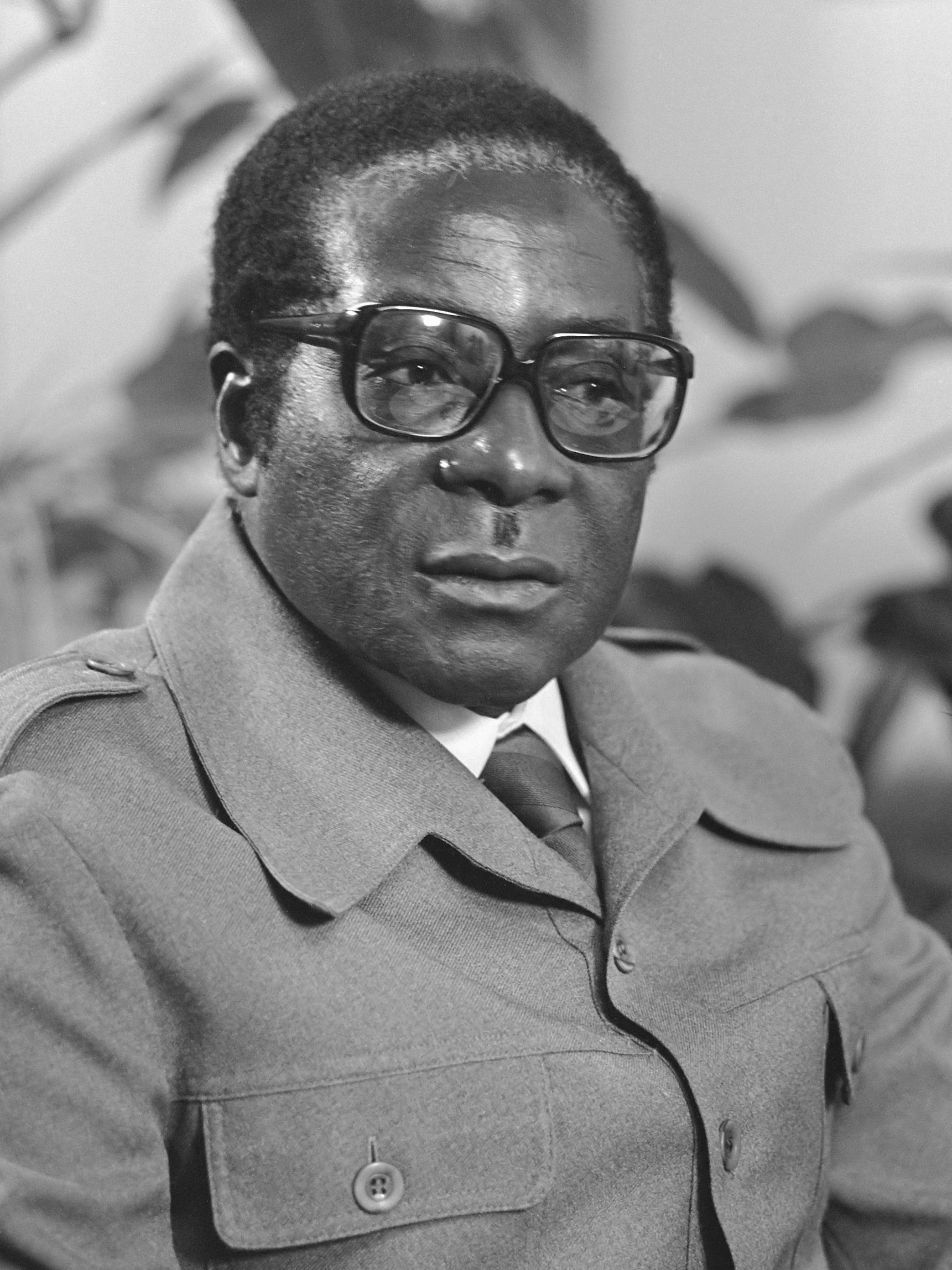
رابرت موگابه (۱۹۷۹)

در خلال رویدادهای سیاسی سال ۱۹۸۰، با به قدرت رسیدن رابرت موگابه و پایان سلطه اقلیت سفید، خانواده او در سال ۱۹۸۴ برای برخوردار شدن پاول از موقعیت تحصیلی بهتر، به جنوب آفریقا نقل مکان کردند. آنها خانه جدیدی در شهر معدنی کروگرزدورپ پیدا کردند، جایی که پدر پاول شرکت مدیریت استخراج زغال خود را راه اندازی کرد و به زودی خانواده آنها ثروتمند شد.
کمی بعد لرو اولین کامپیوتر خود را در ازای شستن اتومبیل پدرش به دست آورد. به عنوان یک جوان لرو قد بلندی داشت، تر و تمیز و خوشتیپ بود، با این حال خیلی اجتماعی نبود و به ورزش هم علاقه ای نداشت. ولی علاقه بسیاری به بازی ویدیویی وینگ کامندر داشت، که با یک کنسول که به تلویزیون خانه متصل بود با آن بازی می‌کرد.
در سن ۱۵ یا ۱۶ سالگی بعد از اینکه پلیس او را دستگیر کرد و خانهٔ آنها را گشتند، لرو را به جرم فروش پورنوگرافی دستگیر شد. خانواده تلاش کردند موضوع را مخفی نگه دارند. بعد از این دستگیری، لرو حتی بیشتر از قبل منزوی شد. او دانش آموز خوبی بود، اما در سن ۱۶ سالگی او از یادگیری زبان آفریکانس که در مدارس آفریقا تدریس می‌شد سرباز می‌زد و به آن «زبان مرده» می‌گفت و در نهایت از مدرسه اخراج شد. او در یک دوره برنامه‌نویسی محلی ثبت نام کرد، دوره ای یکساله که او موفق به اتمام آن در ۸ هفته شد.
پس از بازگشت از یک تعطیلات خانوادگی از ایالات متحده، لرو ی ۱۷ ساله تصمیم گرفت آفریقای جنوبی را ترک کند، و هشت ماه بعد عازم ایالات متحده شد. او به عنوان برنامه‌نویس کار پیدا کرد و در ۱۹۹۴ با همسر آینده خود میشل ملاقات کرد. بعد از گذشت ۶ ماه در ایالات متحده، در ۱۹۹۵ همراه میشل به استرالیا نقل مکان کرد. آنها ازدواج کردند و لرو اقامت استرالیا گرفت. آنها در پرت (استرالیا) و سیدنی زندگی کردند. مشخص نیست که آیا این زن و شوهر بچه ای داشته‌اند یا نه -برخی از منابع به یک فرزند پسر اشاره می‌کنند- در حالی که برخی دیگر از منابع اشاره دارند که اولین فرزند لرو (پسر) از همسر دوم او بوده‌است.
لرو دربارهٔ دوران جوانی خود اطلاعات خیلی کمی ارائه کرده‌است، و اکثر این اطلاعات توسط خبرنگاری به نام ایوان رتلیف افشا شده‌است، که عموماً بر پایه دانسته‌های یکی از نزدیکان لرو که هویت او نامعلوم بود در اختیار او قرار گرفته بود. او بعداً منبع ناشناس را پسر عموی لرو و کارمند سابق او متیو اسمیت معرفی کرد.

## فعالیت‌های اینترنتی و نرم‌افزار رمز نگاری
پست‌های موجود از لرو در گروه‌های خبری یوزنت فقط از سال ۱۹۹۰ به بعد در دسترس است. بعضی از آنها صحبت‌های خیلی تکنیکی دربارهٔ رمزنگاری هستند، در حالی که برخی دیگر را می‌توانیم در ترول بودن خلاصه کنیم. لرو به‌طور متدوال پیام‌های خشن، طعنه آمیز و توهین آمیز منتشر می‌کرد، که شامل توهین‌های کلامی شدید به کشور استرالیا و پیام‌های نژاد پرستانه بود. در موارد مختلف، او ابراز می‌کرد از واکنش کاربران به حرف‌هایش سرگرم می‌شود.
در سال ۱۹۹۵، نام لرو به عنوان صاحب شرکت World Away Pty مطرح شد.

پنج کشور (پنج چشم)

حول و حوش سال‌های ۱۹۹۷–۱۹۹۸، لرو شروع به توسعه نرم‌افزار E4M کرد، که اولین نسخه آن در ۱۸ دسامبر ۱۹۹۸ منتشر شد. این محصول قادر بود تمام دیسک را رمزنگاری کند، و حتی می‌توانست در صورت نیاز انکار کند که اصلاً همچین دیسکی که رمزنگاری شده وجود دارد. لرو ادعا می‌کند که نرم‌افزار از صفر نوشته شده‌است. نرم‌افزار به صورت رایگان و با کد باز برای همگان منتشر شد. در قسمت "سیاست"‌های وبسایت E4M، لرو نوعی مانیفست منتشر کرد که در آن اظهار کرد که دولت به صورت فراگیر و گسترده در حال جمع‌آوری اطلاعات است. پروژه‌های زیر نظر گرفتن مردم توسط دولت مانند پروژه اشلون، در پنج کشور دنیا در حال انجام است که بعد از حدود یک دهه به آنها پنج چشم نیز می‌گویند، او اظهار داشت که رمز نگاری تنها راه صیانت از آزادی شهروندی مان است.
پس از دوسال کار بدون حقوق اکنون لرو با مشکلات مالی دست و پنجه نرم می‌کرد. او از همسر اولش در ۱۹۹۹ در بریزبن طلاق گرفت. منابع نزدیک به لرو از طلاق او به عنوان «خشونت‌آمیز» یاد می‌کنند، در حالی که برخی دیگر اظهار داشتند که آنها به صورت توافقی از هم جدا شدند.
لرو به هنگ کنگ نقل مکان کرد، بعد به روتردام رفت، جایی که با یک زن هلندی به نام لیلین چونگ یوئن پوی ازدواج کرد. و مدتی بعد صاحب یک فرزند پسر شدند.
برای کسب درآمد از E4M، او نسخه حرفه ای نرم‌افزار(SW Professional) را در سال ۲۰۰۰ منتشر کرد. او در آفریقا بود، که شرکت او درخواست‌های برنامه‌نویسی از راه دور دریافت می‌کرد، از جمله پروژه‌های شخصی‌سازی E4M. بر اساس وبسایت E4M، او ۵ یا ۶ کارمند داشت. لرو به ندرت در آفریقای جنوبی دیده می‌شد، و همچنان در وضعیت اقتصادی بدی بود.
در سال ۲۰۰۱ لرو به ویلفراید هافنر نزدیک شد، یکی از مشتری‌هایی که چندین سال با او دربارهٔ E4M صحبت کرده بود. هافنر به او پیشنهاد کرد در شرکت تازه تاسیسش یعنی SecurStar او را استخدام کند. لرو قرار بود در شرکت روی هسته محصول جدید شرکت یعنی DriveCrypt کار کند که بر پایه نرم‌افزار E4M بود، و محصول دیگری به نام اسکرم دیسک (که سازنده آن شاون هاولینگورث است و او هم به SecurStar ملحق شده بود و تا اواسط ۲۰۱۹ در این شرکت مشغول به کار بود). هم هافنر و هم هاولینگورث از او به عنوان یک برنامه‌نویس با استعداد و کسی که ایده‌های نو آورانه می‌داد یاد می‌کنند. لرو در سال ۲۰۰۲ اخراج شد چون هافنر دریافت که لرو در این مدت همواره در حال کار رو نرم‌افزار E4M نیز بوده‌است و برخی از کارهایی که در securStar کرده بود روی E4M هم پیاده شده بود. با این وجود، هافنر و لرو مشکلات شخصیشان را حل کردند و تا مدت‌ها با هم در ارتباط بودند.

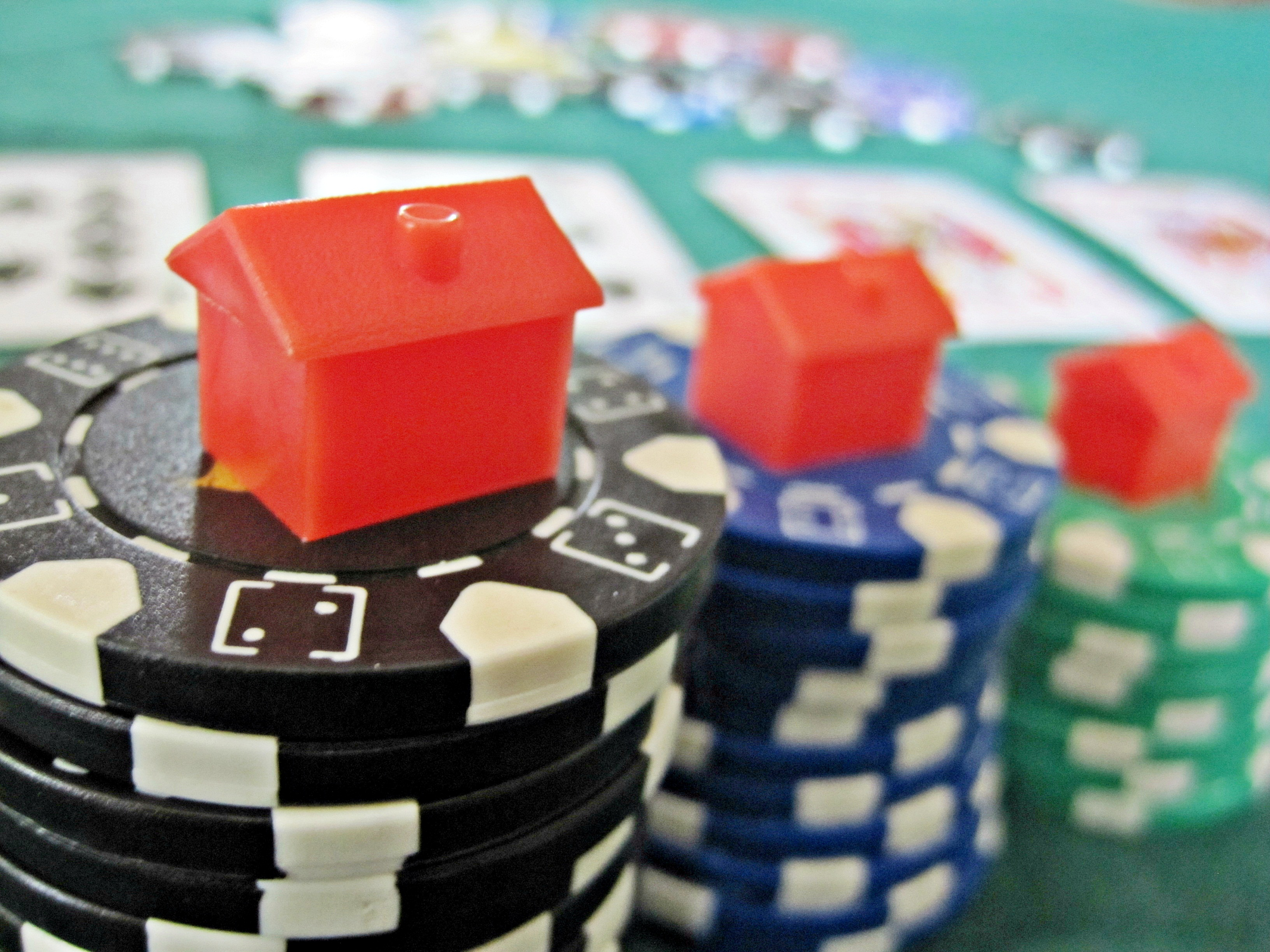
کازینوی آنلاین

در آن زمان، لرو در حال کار کردن روی یک سیستم بازی برای کازینوی آنلاین بود و قصد داشت کازینو را در کانادا و رومانی راه اندازی کند. بعدها هافنر توضیح داد که لرو «فروشنده نبود» و به همین خاطر «نمی‌دانست چطور بازیکن‌ها را به سایت بیاورد تا بازی کنند.» در ۲۰۰۱، نام لرو در لیست مدیران شرکتی به نام SSD Software ظاهر شد. نسخه حرفه ای E4M در اکتبر ۲۰۰۲ از بازار خارج شد و لرو در یک پست یوزنت اعلام کرد برای کار پیمانکاری آماده است.

### انتشار TrueCrypt و جنجال‌های آن

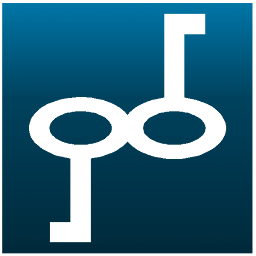
لوگوی نرم‌افزار تروکریپت

در فوریه ۲۰۰۴ اولین نسخه تروکریپت توسط توسعه دهنده‌های ناشناس که نام خود را «گروه تروکریپت» گذاشته بودند، منتشر شد، که کد آن بر پایه E4M بود. از آنجایی که توسعه دهندگان آن ناشناس باقی ماندند، بعضی از همکاران سابق لرو در SecurStar، از جمله هافنر به این مشکوک شدند که لرو در ساخت و توسعه این نرم‌افزار دست داشته اما سند موثقی پیدا نکردند. نویسندگان واقعی تا به الان (۲۰۲۱) ناشناس باقی مانده‌اند.
به گفته متیو گرین، پروفسور علوم کامپیوتر در مؤسسه امنیت اطلاعات دانشگاه جانز هاپکینز و رهبر گروه نگهداری از تروکریپت در سال ۲۰۱۴، «تروکریپت توسط افراد ناشناس نوشته شد، پشت این نام می‌تواند پاول لرو باشد، یا یک فرد کاملاً متفاوت.»
هافنر یک نامه توقف فعالیت به آدرس ایمیل منتسب به توسعه دهندگان تروکریپت فرستاد. تیم تروکریپت بلافاصله توسعه و توزیع تروکریپت را متوقف کردند، و با یک اعلامیه در یوزنت این را به همگان اعلام کردند. یکی از اعضای تیم دیوید تاسیریک می‌گوید بین لرو و SecurStar مجادلات حقوقی وجود داشته، و به او توصیه حقوقی شده بود که دربارهٔ تروکریپت هیچ نظری ندهد. به همین خاطر او نمی‌تواند مشروعیت تروکریپت را تأیید یا رد کند و توسعه آن را لنگ در هوا گذاشته‌است. نسخه جدید تروکریپت در جوئن منتشر شد، اما با امضای دیجیتال متفاوت، و حالا توسعه دهنده‌ها نام خود را «بنیاد تروکریپت» گذاشته بودند. پروژه منابع مالی دریافت کرد، اما منبع آن ناشناس مانده‌است.
لرو در جواب جنجال‌های تروکریپت، آخرین پست یوزنت خود را نوشت، که در آن گفته بود «حدس و گمان‌ها دربارهٔ تروکریپت (که گاهی به عنوان حقیقت از آن یاد می‌شود) آسیب زننده هستند و در برخی مواقع افترا آمیز هستند.» به نظر می‌رسد این آخرین فعالیت آنلاین او با نام واقعی اش است.
همکاری لرو در تروکریپت تا سال ۲۰۱۶ همچنان نامشخص است. خود لرو در جلسه استماع دادگاه در مارس ۲۰۱۶ گفت که در توسعه تروکریپت شرکت نداشته، او در همین جلسه دادگاه تأیید کرد که نرم‌افزار E4M را او نوشته‌است. از طرف دیگر، گزارش شده‌است که او در سال ۲۰۰۷ به کارکنانش دستور داد که هارد دیسک‌های خود را با E4M رمزنگاری کنند ولی بعداً گفت که آن را با تروکریپت رمزنگاری کنند.

## شرکت RX Limited
در سال ۲۰۰۳، لرو درخواستی به گروه‌های مختلف یوزنت فرستاد، در این پیام‌ها او به دنبال رابط‌های تجاری در ایالات متحده بود:
ما سرمایه گذاران خصوصی مستقر در اروپا هستیم و به دنبال یک شهروند ایالات متحده یا شهروند دارای گرین کارت هستیم که به ما در راه اندازی شرکت جدیدمان که در فلوریدا مستقر خواهد شد کمک کند، ما تمام کاغذ بازی‌ها را انجام می‌دهیم و به کمک شما نیاز داریم تا با قوانین ایالات متحده مطابقت داشته باشد. اما ما می‌دانیم که در این دنیا هیچ چیز رایگان نیست، پس در ازای کمک شما ما ۵۰۰ دلار به شما می‌دهیم. لطفاً فقط افراد واقعی، نه وقت تلف کن‌ها.

داروی نسخه ای

در حدود سال ۲۰۰۴، با توصیه یک وکیل در کاستاریکا، لرو فعالیت‌های قمار آنلاین خود را رها کرد و چندین وب سایت و مرکز تماس برای فروش آنلاین داروی نسخه‌ای ایجاد کرد.
برای ثبت سفارش در این سایت‌ها، مشتریان پرسشنامه‌هایی در مورد سابقه پزشکی و علائم خود پر می‌کنند، داروی انتخابی خود را سفارش می‌دهند و با کارت اعتباری هزینه آن را پرداخت می‌کنند. این پرسشنامه‌ها به پزشکان در ایالات متحده ارسال می‌شود، آنها به نوبه خود برای داروهای سفارش داده شده نسخه می‌نویسند، هرچند بیمار را شخصاً معاینه نکرده‌اند. نسخه، همراه با سفارش مشتری، به داروخانه ای در ایالات متحده می‌رود، و سپس دارو برای مشتری فرستاده می‌شود. هم پزشک و هم داروخانه کمیسیون سفارش را دریافت می‌کنند. در پیگرد قضایی لرو برای این جرم در سال ۲۰۱۴ اظهار شد که «دستان برخی از مشتریان [RX Limited] اکنون سرد است و ۲ متر زیر خاک هستند»
RX Limited خدمات خود را از طریق هرزنامه تبلیغ کرد. از آنجا که پیامهایی که به یک وب سایت خاص هدایت می‌شوند به سرعت توسط فیلترهای اسپم مسدود می‌شوند، RX Limited سایتهای جدیدی را باز می‌کرد تا از این کار جلوگیری کند. در ابتدا دامنه‌های جدید به صورت جداگانه از فروشندگان دامنه مانند گوددی خریداری می‌شدند، تا اینکه RX Limited شرکت فروش دامنه ABSystems را راه اندازی کرد و به RX Limited اجازه داد دامنه‌های جدید را در مقیاس بسیار بزرگ تولید کند. تا سال ۲۰۱۲، لجیت اسکریپت تخمین زده‌است که بیش از نیمی از داروخانه‌های آنلاین سرکش در جهان از طریق ABSystems ثبت شده‌اند.
این تجارت به صورت شبه قانونی فعالیت می‌کرد، اما بسیاری از کارمندان و داروسازان تصور می‌کردند که این کار کاملاً قانونی است. هر سفارش همراه با نسخه پزشک بود، و سیستم، سفارش‌های مشتریان را ردیابی می‌کرد، و سفارش‌های غیرمعمول و بزرگ را که در مدت زمان کوتاهی ارسال می‌شدند مسدود می‌کرد. به نظر می‌رسد این سیستم به مرور زمان خود را با تغییر رویه‌ها نیز وفق می‌داد. به داروسازان پروانه پزشکانی که نسخه‌ها را می‌نویسند نشان داده می‌شد و افراد استخدام کننده بر این واقعیت که تجارت در فروش داروها کاملاً کنترل شده‌است، تأکید می‌کردند. حداقل در یک نمونه، اطلاعات تماس با یک مأمور سابق DEA به یک داروساز داده شد، مأمور تأیید کرد که از نظر قانونی هیچ مشکلی در حمل و نقل هیچ‌یک از داروهای ارائه شده توسط RX Limited وجود ندارد.
کسب و کار به شدت سود آورد بود. خدمات درآمد داخلی ایالات متحده اعلام کرد که RX Limited تا سال ۲۰۰۵ بیش از ۱٫۵ میلیون دلار فقط مالیات معوقه داشته. این بدهی هنوز پرداخت نشده‌است.

### داروها
داروهای ارائه شده در وبسایت RX Limited عبارتند از:
- فیوریست (عناصر موجود: بوتالبیتال، استامینوفن و کافئین)، درمانی برای سردردهای تنشی و میگرن است
- پروپکیا (عناصر موجود: فیناستراید)، برای درمان کننده ریزش مو استفاده می‌شود
- سوما (عناصر موجود: کاریسوپردول)، شل کننده عضلات برای درمان درد کمر استفاده می‌شود
- اولترام (عناصر موجود: ترامادول)، یک ضد درد مصنوعی بر پایه تریاک
- ویاگرا (عناصر موجود: سیلدنافیل)، درمانی برای اختلال نعوظ

### مراکز تماس

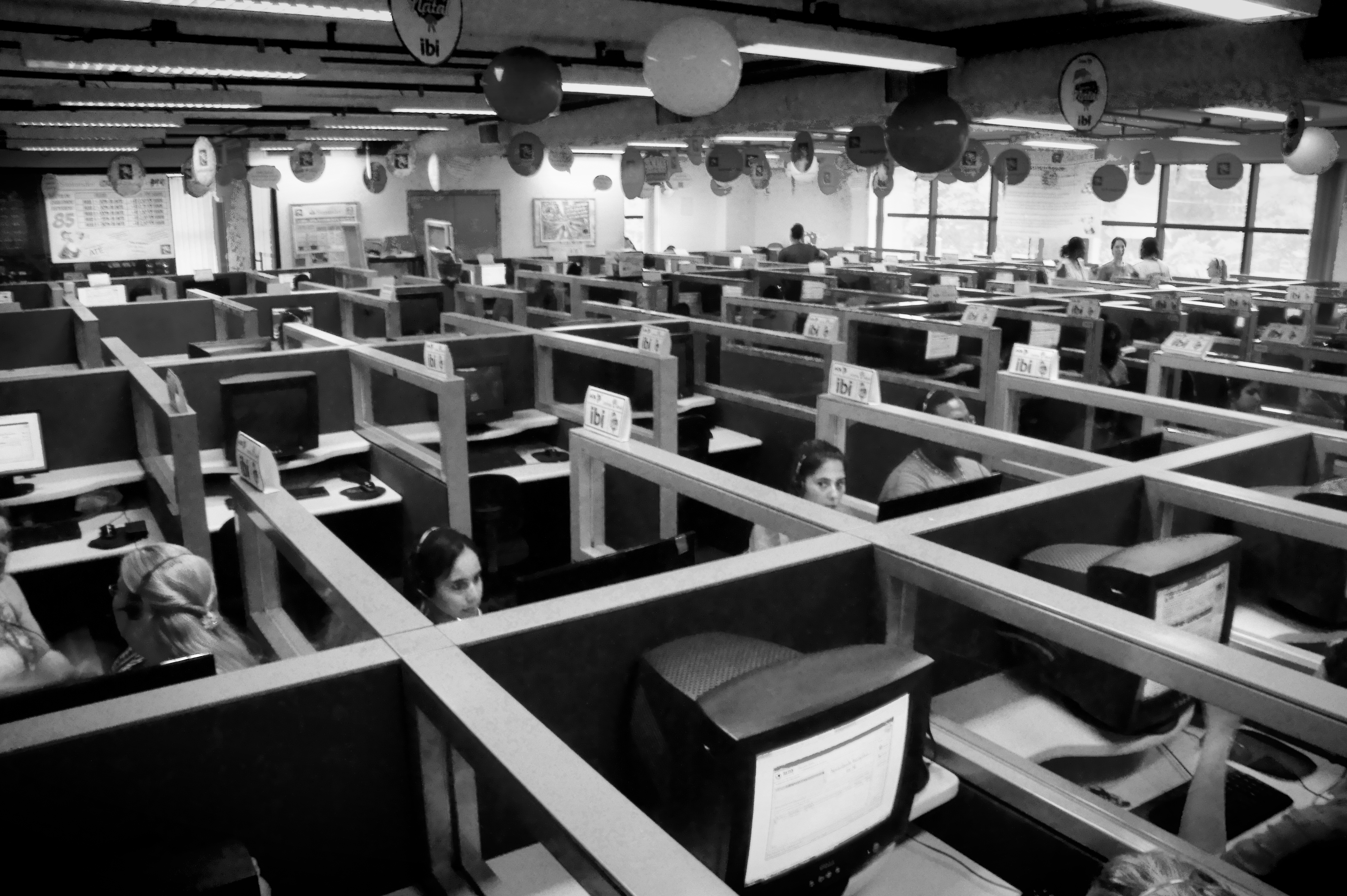
مراکز تماس

در ابتدا مراکز تماس در اسرائیل راه اندازی می‌شدند، این مراکز سفارش‌های مشتریان را بررسی می‌کردند و به شکایات رسیدگی می‌کردند. به کارمندان مراکز تماس اسرائیلی گفته شد که در تماس با مشتری از اسامی آمریکایی استفاده کنند و به مشتریان بگویند که در یوتا واقع شده‌اند.
یکی از عملیات‌ها «بیت اوریدان» (بعدا اسم آن را به IBS Systems تغییر دادند و نهایتاً به SCSM تغییر دادند). تجارت مستقر در اورشلیم در سال ۲۰۰۵ توسط دو برادر اسرائیلی به ثبت رسید، در حالی که لرو به عنوان یک شریک خاموش فعالیت می‌کرد. یکی از برادران در ژوئیه ۲۰۰۶، و دیگری در پاییز ۲۰۰۷، بدون هیچ توضیحی رسمی شرکت را ترک کردند، و حالا لرو مستقیماً بر این عملیات نظارت داشت و دو مدیر اسرائیلی اکنون مستقیماً به او گزارش می‌دادند.
در پاییز ۲۰۰۸، دو مدیر مرکز تماس اورشلیم وظیفه نظارت بر افتتاح مرکز تماس جدید در تل آویو را بر عهده داشتند. مرکز تماس جدید در سال ۲۰۰۹ با نام CSWW ((Customer Service World-Wide)خدمات مشتری در سطح جهان) افتتاح شد و خدمات مشتری را بر عهده گرفت، در حالی که SCSM مستقر در اورشلیم کارهای زیرساختی و حسابداری شرکت‌ها را اداره می‌کرد.
با ادامه رشد RX Limited، لرو شروع به افتتاح مراکز تماس در فیلیپین کرد، و سمت‌های مدیریتی این مراکز تماس را به مدیران اسرائیلی سپرد. با اینکه هزینه‌های زندگی در مانیل کمتر از اسرائیل است، لرو به کارکنانش به اندازه حقوق اسرائیلی‌های در اسرائیل حقوق می‌داد، که پیشنهاد وسوسه کننده ای بود. وی آپارتمانهایی را در محله‌های مختلف مانیل در اختیار مهاجران اسرائیلی قرار داد اما اغلب آنها را از جایی به جای دیگر منتقل می‌کرد و اظهار می‌داشت که به آپارتمان آنها احتیاج دارد. تا سال ۲۰۱۰، او حداقل ده مرکز تماس با بیش از ۱۰۰۰ کارمند داشت.
در سال ۲۰۱۱ دولت آمریکا توزیع داروی سوما را محدود کرد و انتقال آن بین ایالت‌های مختلف آمریکا را ممنوع کرد، و برای توزیع آن داروخانه‌ها را مجبور به دریافت تأییدیه ویژه DEA کرد. از آنجا که سوما در میان داروهای پرفروش RX Limited بود، این شرکت حدود یک سوم تجارت خود را از دست داد و مجبور شد شرکت را کوچک کند. لرو تصمیم گرفت مرکز تماس تل آویو را ببندد و دفتر اورشلیم را کوچک کند. او برای تأمین سفارش‌های مشتریان شروع به قاچاق دارو از مکزیک به ایالات متحده کرد.

### تظاهر به اقدام برای کشتن مدیر مرکز تلفن
با گسترش سریع RX Limited و جستجوی مداوم آن برای پیدا کردن داروخانه‌های جدید در اواخر سال ۲۰۰۸، دو مدیر مرکز تماس اسرائیلی یک بحث عادی و روزانه را دربارهٔ اینکه می‌توانند داروخانه خود را در ایالات متحده باز کنند آغاز کردند. آنها معتقد بودند که می‌توانند در عین کمک به فعالیت‌های لرو، یک تجارت شکوفا راه اندازی کنند.
چند ماه پس از این مکالمه روزانه، یکی از این دو مدیر به فیلیپین اعزام شد برای آنچه که فکر می‌کرد یک جلسه تجاری با سه شریک است که آنها نمی‌شناخت، نام یکی از آنها دیو اسمیت بود. در این ملاقات او از رو عرشه یک قایق تفریحی به آب انداخته شد و اسمیت در حالی که به سمت او شلیک می‌کرد او را متهم می‌کرد که از لرو دزدی کرده‌است. بعد از اینکه مدیر برای اسمیت توضیح داد که قصد او راه اندازی کسب و کاری بوده که برای هر دو طرف (لرو و خودش) مفید باشد، او را روی عرشه کشتی بالا کشید. بعده‌ها لرو به او هشدار داد که حتی اگر شک کند که او در حال دزدی است، یا قصد دارد او را ترک کند جانش را از دست خواهد داد.

## اجاره زمین‌های کشاورزی در زیمبابوه
بین سپتامبر ۲۰۰۷ و ۲۰۰۸، لرو ۱۲ میلیون دلار خرج کرد تا زمین‌های کشاورزی که دولت از کشاورزان سفیدپوست غصب کرده بود (اصلاحات ارضی در زیمبابوه) برای ۹۹ سال اجاره کند، و همچنین با کمک یک لابی کننده و افسر سابق اطلاعات اسرائیلی به نام آری بن مناشه، با موگابه لابی کند. نقشه او این بود که کشاورزان سفیدپوست را دوباره به زمین‌های کشاورزی برگرداند. به قولی او «می‌خواست دوباره زیمبابوه را تحت کنترل سفید پوستان دربیاورد». او در تنها بیانیه رسانه ای خود به روزنامه واشینگتن هیل گفت:
ما می‌خواهیم نا عدالتی که در گذشته اتفاق افتاد به رسمیت شناخته شود و برنامه اصلاحات ارضی این ناعدالتی را جبران کند.
شایعاتی مبنی بر بزرگتر بودن نقشه لرو وجود داشت، طبق این شایعات اجاره زمین‌های کشاورزی تنها بخشی از نقشه بوده و این نقشه نهایتاً به حذف موگابه از قدرت منجر می‌شد. لرو نهایتاً در ۲۰۰۸ نقشه‌های خود را رها کرد.

## قطع درختان

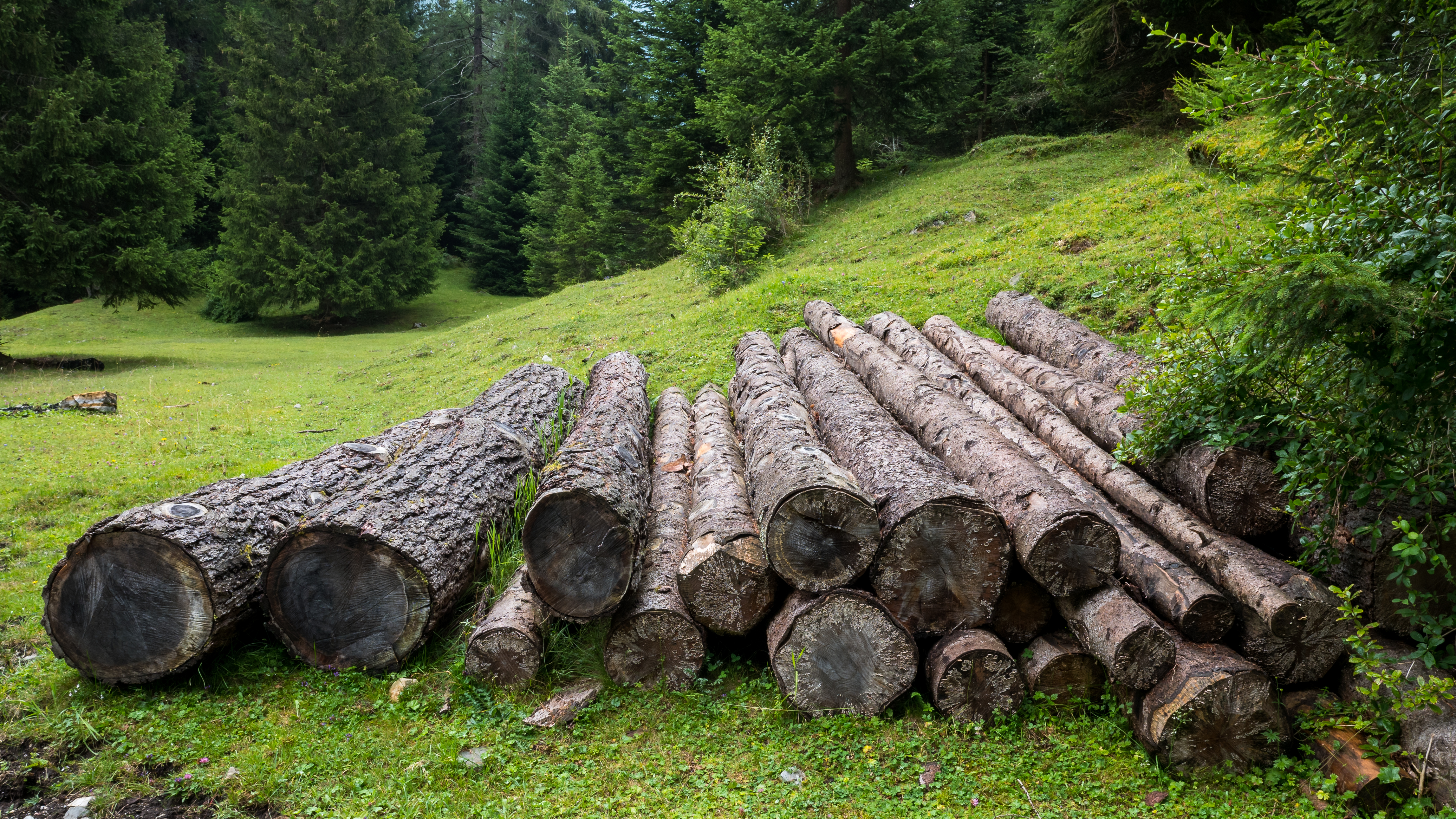

در سال ۲۰۰۷، لرو عملیات قطع درختان جمهوری دموکراتیک کنگو را آغاز کرد. همچنین حول و حوش سال‌های ۲۰۰۷–۲۰۰۸، لرو، بن مناشه را استخدام کرد تا با دولت وانواتو برای قطع درختان کائوری لابی کند. با این که لابی موفقیت‌آمیز بود، لرو ناپدید شد. اواخر سال ۲۰۰۸ و اوایل ۲۰۰۹ لرو تمام عملیات‌های قطع درختان خود را کنار گذاشت.

## گسترش تجارت غیرقانونی
در سال ۲۰۰۷، لرو خانواده خود را به مانیل برد، و در خانه ای در داسمارینیاس زندگی می‌کردند، و او هم از آنجا به تجارت خود نظارت می‌کرد.
لرو متوجه موفقیت تجاری داروخانه آنلاین خود، که در آن زمان یک کسب و کار شبه قانونی بود شده بود، با این حال تصمیم گرفت تنوع ایجاد کند و در حول و حوش سال ۲۰۰۷ تجارت خود را به محدوده غیرقانونی گسترش دهد. این موارد شامل چوب بری، استخراج فلزات گرانبها، قاچاق طلا، معاملات زمین، حمل مواد مخدر، قاچاق اسلحه و پولشویی است. او در مکان‌های مختلفی از جمله مانیل، هنگ کنگ، کلمبیا، آفریقا و برزیل فعالیت می‌کرد. تعداد زیادی از اسرائیلی‌ها در آن زمان از طریق RX Limited در استخدام شدند، به فیلیپین دعوت شدند و سپس به فعالیت‌های خارج از شرکت RX Limited منتقل شدند. اینها شامل تجارت چوب در جمهوری دموکراتیک کنگو، تهیه مستقیم طلا از معادن آفریقا یا نگهبانی از خانه‌های متعلق به لرو در هنگ کنگ بود. بسیاری از سازمانهای لرو با سربازان سابق کار می‌کردند.
هنگ کنگ، مرکز مالی سازمان لرو بود. درآمد حاصل از عملیات‌های مختلف لرو صرف سرمایه‌گذاری در میله‌های طلا، الماس و دانه‌های نقره می‌شد و در هنگ کنگ در یکی از چندین خانه و آپارتمانی که لرو برای ذخیره آنها در اختیار داشت انبار می‌شد. تعدادی از اسرائیلی‌ها، که بسیاری از آنها سربازان نخبه سابق بودند، برای محافظت از این آپارتمان‌ها و خانه‌ها استخدام شده بودند. در نهایت، این کالاها توسط قایق و هواپیماهای شخصی به مرکز فرماندهی لرو در مانیل منتقل می‌شد. پرداخت به مراکز تماس و تأمین کنندگان RX Limited از هنگ کنگ منتقل می‌شد. چندین شرکت کاغذی ثبت شده توسط لرو یا از طرف لرو در هنگ کنگ مستقر بودند.
لرو عملیات خود را بسیار طبقه‌بندی شده نگه داشته بود. افراد کمی در سازمان او، از تمام فعالیت‌های او باخبر بودند. در یک مورد، زمانی که لرو به عنوان خبرچین فعالیت می‌کرد، او یک تیم را برای یک سری جلسات به موریس فرستاد، در حالی که تیم دیگر بر آنها نظارت می‌کردند. هیچ‌یک از تیم‌ها از دیگری خبر نداشتند تا زمانی که تیم نظارت از مأموریت خود بازگشت، رئیس تیم نظارت، هانتر، اعضای تیم دیگر را در عکسهای گرفته شده از آنها تشخیص داد.
ابتدا یا قبل از سال ۲۰۰۸بود، که لرو شروع به پاک کردن رد پای خود کرد. او از طریق چندین شرکت کاغذی در کشورهای مختلف فعالیت می‌کرد و از چندین هویت جعلی استفاده می‌کرد، برخی از آنها با مدارک جعلی نیز پشتیبانی می‌شدند. در میان اینها یک گذرنامه دیپلماتیک قانونی کنگوئی بود که در اوت ۲۰۰۸ صادر شده بود (به نام سولوتشی کالدر لرو، پاول، و با تاریخ تولد ۱۹۸۲-۱۲-۲۴)، و یک گذرنامه زیمبابوه ای، صادر شده در سال ۲۰۰۹، با نام برنارد جان بولینز، متولد 1964-06-20. او در متن رونوشت یک چت آنلاین، دربارهٔ صحنه سازی مرگ خود و ناپدید شدن و ظاهر شدن با یک هویت جدید و با گواهی تولد و نام جدید صحبت می‌کند. در همان دوران، برای اولین بار گزارش شده‌است که وی برای ترساندن مخالفانش از خشونت استفاده کرده‌است: در سال ۲۰۰۸، وی دستور داد که خانه پسر عمویش ماتیو اسمیت که یکی از کارمندانش بود را به دلیل اختلافات مالی، بمباران کنند.
در حدود سال ۲۰۱۱ لرو برای مدت طولانی ناپدید شد و هیچ‌یک از کارمندان وی از محل زندگی او خبر نداشتند. هنگامی که مقامات ایالات متحده به دستگیری او نزدیک شده بودند، لرو در ریو دو ژانیرو اقامت موقت گرفت و شروع به برنامه‌ریزی قدم‌های بعدی خود کرد. اطلاعات مربوط به بازه زمانی متفاوت است: طبق منابع، او اولین بار بین سال‌های ۲۰۱۰ (دو سال قبل از ورود او در می ۲۰۱۲) و نوامبر ۲۰۱۱ به ریو رفته بود. لرو یک عشق برزیلی در ریو داشت، و آنها یک پسر داشتند، بنابراین طبق قوانین برزیل لرو (که سرپرست پسر برزیلی اش بود) از استرداد مصون بود.
لرو در ۱۹ مه ۲۰۱۲ همراه کانایان و دخترشان به عنوان توریست به ریو دو ژانیرو رفتند. در زمان غیبت او سه اسرائیلی بر عملیات‌ها نظارت می‌کردند.

### چهره‌های قابل توجه

#### دیو اسمیت
اسمیت بومی انگلیس بود و دارای گذرنامه آمریکایی بود. او در عراق و سپس برای یک شرکت مدیریت ریسک در فیلیپین کارهای امنیتی انجام داده بود. لرو اسمیت را در سال ۲۰۰۸ یا قبل از آن استخدام کرد، لرو او را عملاً معاون خود، و رئیس بخش امنیت کرد. در عوض اسمیت به لرو دسترسی استفاده از شبکه ای از پیمانکاران امنیت سابق که در عراق یا افغانستان خدمت کرده بودند را داد.
قاتل قراردادی، رونالد باریکواترو، که در فوریه ۲۰۱۲ بازداشت شد و ترور مایک لونتوک در سپتامبر ۲۰۱۱، به او نسبت داده می‌شود، اظهار داشت که وی توسط اسمیت استخدام شده‌است تا یک روزنامه‌نگار به نام مار تی را زیر نظر بگیرد. سوپناد در حال آماده‌سازی قتل‌های برنامه‌ریزی شده بود. هر دو قتل مربوط به توقیف کشتی کاپیتان اوفوک در سال ۲۰۰۹ بود.
در سال ۲۰۱۱، لرو شک کرد که اسمیت درحال دزدیدن طلا و دارو از محموله‌ها است، پس دستور قتل او را صادر کرد. به گفته یکی از منابع، اسمیت در حالی که مست بود در بیرون یک بار ربوده شد، و در یک قبر کم عمق قرار گرفت. سپس به ضرب گلوله کشته و دفن شد. منبع دیگری ادعا می‌کند که اسمیت را از قایق به پایین انداختند و به روشی شبیه مدیر مرکز تماس اسرائیلی به او شلیک کردند. گویا خود لرو چند تا از شلیک‌ها را انجام داده‌است. در جلسه دادگاه در مارس ۲۰۱۶، لرو به دست داشتن در این قتل اعتراف کرد. قاضی اجازه سؤال در مورد نحوه قتل اسمیت را نداد.

#### جوزف هانتر
جوزف هانتر، که بعداً قاتل برتر لرو شد، بین سالهای ۲۰۰۷ و ۲۰۰۹ استخدام شد. هانتر در اوونزبورو ، کنتاکی بزرگ شده بود، در سال ۱۹۸۳ وارد ارتش شد و در سال ۱۹۸۵ به تکاوران ارتش ایالات متحده آمریکا پیوست. هشت ماه بعد، در سال ۱۹۸۶، هانتر به خاطر مشکلات روحی ناشی از مرگ یکی از اعضای یگانش و دوست صمیمیش در هنگام تمرین مرخص شد. ائ بقیه دوران فعالیت نظامی خود را به عنوان گروهبان آموزشی و مربی تک تیرانداز گذراند. در طول ۱۸ سال وی در آلمان، پاناما و پورتوریکو جابه‌جا شد. او در اواسط سال ۲۰۰۴ بازنشسته شد، در حالی که درجه نظامی گروهبان یکم را داشت. وی بخاطر خدمت در ارتش افتخارات متعددی دریافت کرد.
پس از بازنشستگی در ارتش، هانتر به اوونزبورو بازگشت. او قصد داشت به نیروهای پلیس بپیوندد، اما هرگز این کار را نکرد. منابع در مورد دلایل نپیوستن هانتر مطمئن نیستند: هانتر در امتحان پلیس شهر نیویورک قبول شد اما متوجه شد که زندگی در این شهر بسیار گران است، یا علی‌رغم داشتن شرایط جسمی عالی به دلیل سن بالا در این امتحانات رد شد.
در سال ۲۰۰۵ هانتر به مشاور زندانیان در مجتمع اصلاح و تربیت گرین رود تبدیل شد. او که از کار خود راضی نبود، پس از ۱۵ ماه در سال ۲۰۰۶ کار را رها کرد و پس از آن برای کار در یک شرکت امنیتی خصوصی ثبت نام کرد. او با گرفتن اثر انگشت و سواب دی ان ای از کارمندان شرکت آنها را به عراق اعزام می‌کرد. دو سال بعد او به شرکت دیگری پیوست که از کارمندان سفارت ایالات متحده محافظت می‌کرد و بمب‌گذاری‌های انتحاری را بررسی کرد.
طبق گفته خانواده اش، هانتر در مدت حضور در ارتش به خیلی بداخلاق شده بود. خود هانتر اظهار داشت که با حضور او در عراق این صفات تشدید شد. او بدخلق، تحریک پذیر و پرخاشگر شده بود. بعده‌ها، به دنبال دستگیری او در سال ۲۰۱۳، زمانی که در بازداشت بود، بیماری اختلال اضطراب پس از سانحه در او تشخیص داده شد.
بین سال‌های 2007 و ۲۰۰۹، هانتر توسط یکی از همکارانش به لرو معرفی شد. او در ابتدا مأمور خرید و فروش طلا در مالی شد. لرو در سال ۲۰۰۹ به هانتر پیشنهاد داد که به عنوان محافظ شخصی او فعالیت کند. طبق شواهد حساب‌های شخصی خود هانتر، او در میانه سال ۲۰۰۹ دریافت که در انجام عملیات‌های غیرقانونی دست داشته‌است، و از آنجایی که نام او در چندین عملیات آورده شده بود، او شک کرد که برنامه ای برای «قربانی» کردن او چیده شده، و قصد دارند او را به مقامات تحویل دهند، اما او ادعا کرد که از کارش استعفا نداد چون برای جانش می‌ترسید.
در سال ۲۰۱۰ دیو اسمیت هانتر را برکنار کرد، چون فکر می‌کرد «کله او خیلی داغ بود». هانتر یک سال در آمریکا زندگی کرد و پس از ترور اسمیت در سال ۲۰۱۱، هانتر جای او را در تشکیلات لرو اشغال کرد. خروج او از تشکیلات و دوباره بازگشت به آن، بعداً در دادگاه علیه او استفاده شد و دفاع او مبنی بر ماندن در تشکیلات به دلیل ترس از جانش را بی اساس کرد. هانتر چندین قتل را برای لرو انجام داد، که در سازمان به آنها «مشاغل جایزه دار» (bonus jobs) گفته می‌شد. او از طریق پیمانکارهای نظامی که سابقاً با آنها کار می‌کرد، شروع به جذب آدمکش کرد. بسیاری از مردانی که هانتر برای لرو استخدام کرد، مانند او، سربازان سابق بودند که برای کنترل زندگی عادی خود دچار مشکل بودند.

### معاملات تسلیحاتی با ایران
سندی در دادگاه سال ۲۰۰۴ منتشر شد که لرو را برای صادر کردن «کالا، فناوری و خدمات» به دولت ایران بین سال‌های ۲۰۰۹ و ۲۰۱۲ محکوک می‌کند. بسیاری معتقدند که این کالاها سیستم‌های هدایت موشکی بوده‌اند.

### معاملات اسلحه و مواد مخدر با سومالی

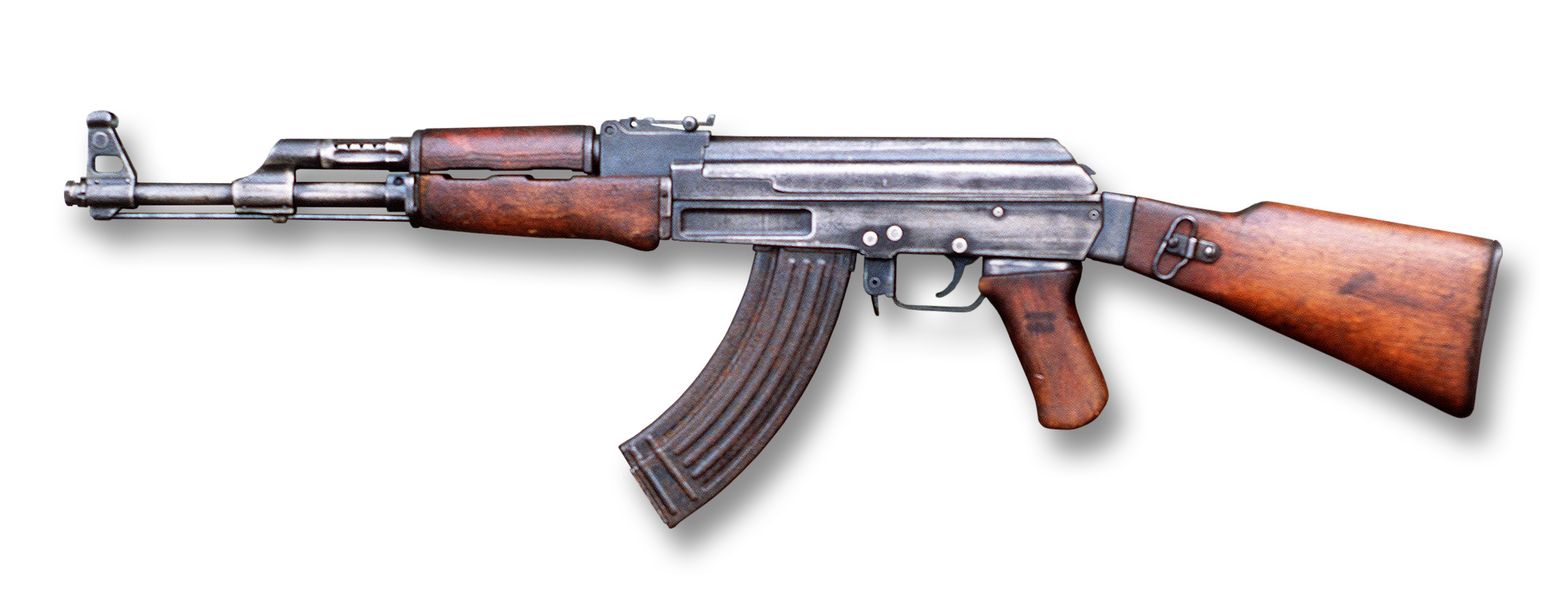
سلاح خودکار ای کی ۴۷ (AK-47)

لرو از طریق شرکت Southern Ace که او صاحبش بود، در آوریل ۲۰۰۹، با نقض تحریم تسلیحاتی موجود، اسلحه‌های تهاجمی AK-47 و مسلسل‌های سبک را به شبه نظامیان سومالی فروخت.

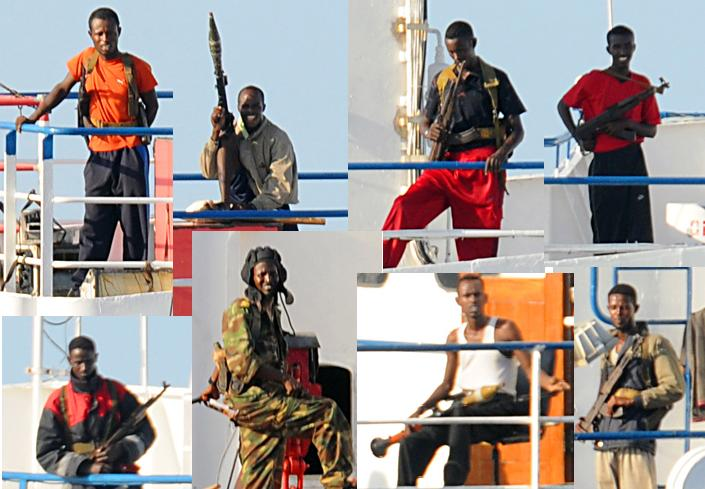
دزدان دریایی سومالیایی

شایعاتی وجود داشت مبنی بر اینکه لرو قصد داشت گروه شبه نظامی برای حمله به سیشل ایجاد کند. مجری این طرح هانتر برای این طرح خیلی رجز خوانی می‌کرد و لاف می‌زد، اما رئیس تیم تحقیقات سازمان ملل، بیشتر نگران فعالیت‌های لرو در سومالی بود، در نتیجه این طرح را نادیده گرفت. بر اساس گفته‌های او، لرو قصد داشت یک شرکت امنیتی ویژه محافظت از کشتی‌های تجاری در برابر حملات دزدان دریایی ایجاد کند.
در مارس ۲۰۱۰، لرو قصد داشت مقدار زیادی سلاح سنگین را از راه هوایی به سومالی وارد کند، اگرچه تحویل آن هرگز صورت نگرفت. در اواسط سال ۲۰۱۰ لرو متوجه شد که او تقریباً دو برابر نرخ بازار به شبه نظامیان پرداخت می‌کند، و اختلافاتی با شریکش در این عملیات که فقط با نام مستعار «اتاویو» از او یاد می‌شود، درگرفت.
به دنبال اختلاف با «اوتاویو»، بیشتر کارکنان بین‌المللی Southern Ace در اوایل سال ۲۰۱۱ سومالی را ترک کردند و فقط دو نفر باقی ماندند. «اتاویو» عملیات محلی را بر عهده گرفت، به نظر می‌رسد این دو خارجی کارهای اداری را انجام می‌دادند. گزارش شده‌است که یکی از آنها، یک شهروند زیمبابوه ای به نام Jirat Taeko، در ژانویه ۲۰۱۱ به دنبال مشاجره ای در مورد مسائل مالی به قتل رسید. در کل، سازمان لرو ۳ میلیون دلار برای این عملیات هزینه کرد، از جمله تقریباً یک میلیون دلار برای پرداخت حقوق شبه نظامیان و بیش از ۱۵۰ هزار دلار برای خرید اسلحه و مهمات.

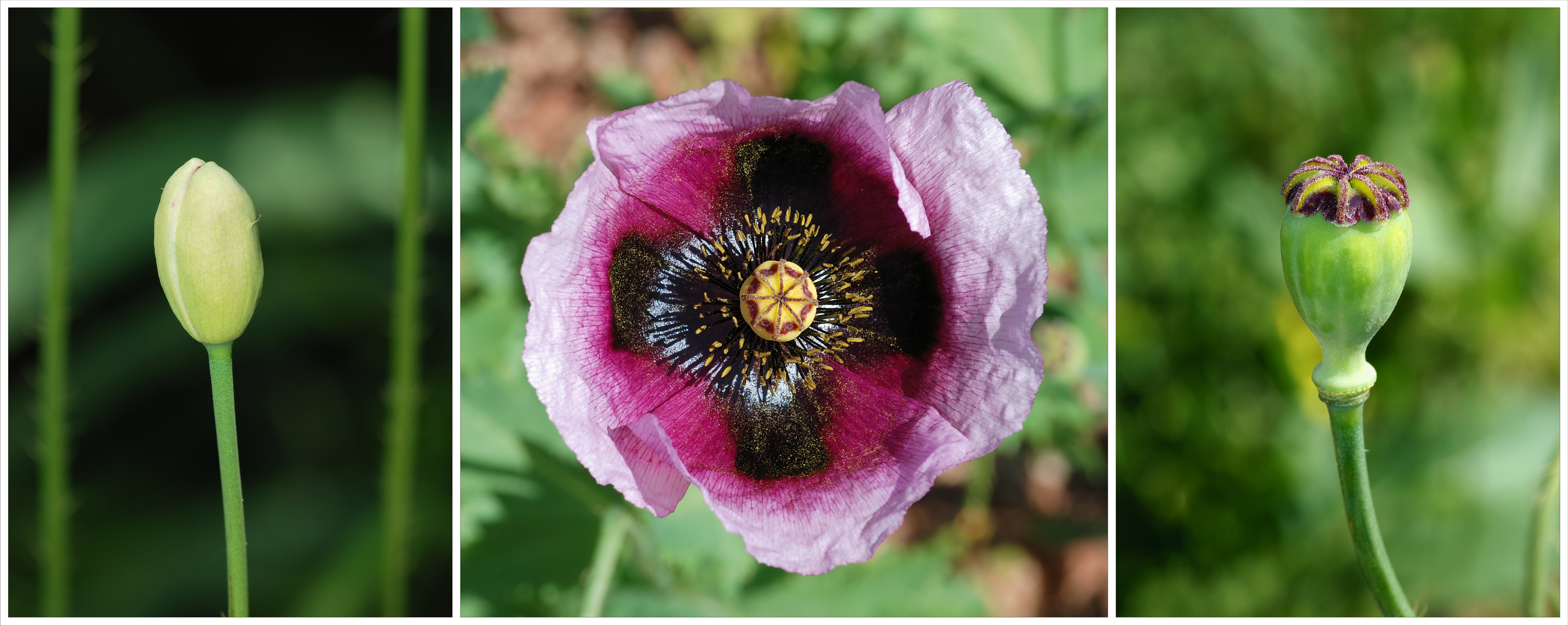
گیاه خشخاش که از آن مواد مخدر مانند تریاک تولید می‌شود

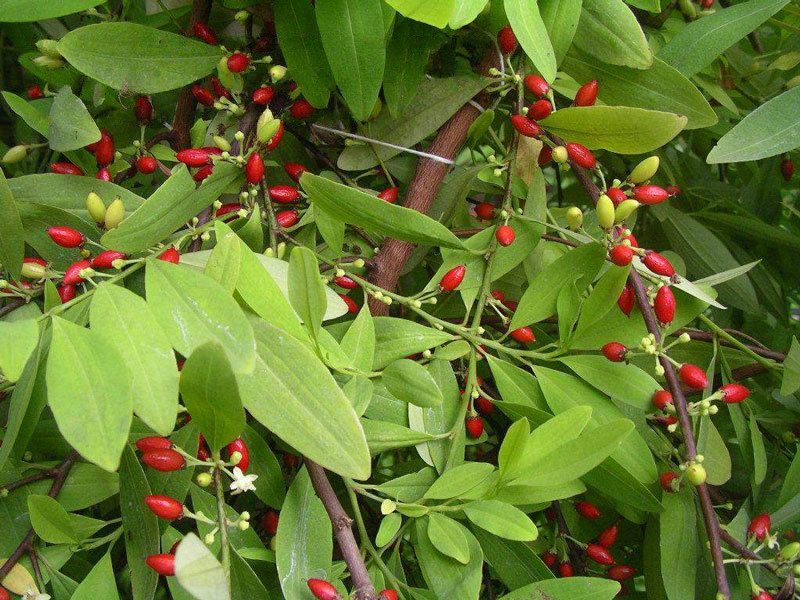
گیاه کوکا

سازمان ملل متحد ادعا کرد که «اتاویو» نیز در آزمایش‌های کشت گیاهان مخدر از جمله تریاک، کوکا و شاهدانه در نزدیکی مرز اتیوپی دست داشته‌است. اتباع فیلیپین، زیمبابوه و آفریقای جنوبی در این عملیات دست داشتند. برخی منابع ادعا می‌کنند که لرو قصد داشته‌است، کشت کوکائین را در سومالی راه اندازی کند.

### کاپیتان اوفوک
بر اساس حساب کاربری خود او، بروس جونز در سال ۲۰۰۸ توسط دیو اسمیت استخدام شد تا در ترکیه یک کشتی خریداری کند و آن را از را اندونزی به فیلیپین ببرد، و یک شرکت مستقر در مانیل به نام شرکت لاپلاتا (یکی از شرکت‌های پاول لرو) هزینه تجهیز کشتی و استخدام خدمه را می‌پردازد. جونز هزینه‌های کاپیتان اوفوک را می‌پردازد و با آن به جاکارتای اندونزی می‌رود. در آنجا او یک محموله اسلحه را از شرکت پینداد دریافت کرد. با بار کشتی، برای شرکت تسلیحاتی Red White and Blue به مقصد فیلیپین سفر خود را ادامه داد.
به جونز یک گواهی کاربر داده شد، که طبق آن تسلیحات برای اداره امنیت داخلی و امنیت ملی مالی جابه‌جا می‌شد، و اسلحه‌ها توسط پلیس و ارتش اندونزی تحویل گرفته شد، با این حال جونز در آینده ادعا کرد که فکر می‌کرده این محموله، قانونی است. روزنامه‌نگار ایوان رتلیف، با استناد به یک سند درز کرده، ادعا می‌کند که وزیر دفاع اندونزی این محموله را تأیید کرده‌است.
در حقیقت، اسلحه‌ها قرار بود به شرکت لاپلاتا تریدینگ تحویل داده شود و متعاقباً به شورشیان جنوب کشور، از جمله گروه تروریستی اسلام‌گرای ابوسیاف فروخته شود.

#### مصادره
وقتی جونز به مقصد نهایی خود نزدیک شد، از طرف کارفرمایان به او دستور داده شد که حمل کشتی را به بندرگاه به تأخیر بیندازد. کشتی برای مدت چند روز در نزدیکی ساحل ماریولس، سه ساعت غرب تر از مانیل لنگر انداخت. در ۱۹ آگوست ۲۰۰۸، جونز به رئیس خود گفت که می‌خواهد به خشکی بازگردد، زیرا همسرش باردار بود و قرار بود زایمان کند. کارفرمایان او یک قایق بادبانی به نام Mou Man Tai، به همراه دیو اسمیت، کاپیتان جانشین به نام لاورنس بیورن و یک قایق تندروی لاستیکی به آنجا فرستادند. ۱۶ جعبه اسلحه به همراه هانتر که در کاپیتان اوفوک بود، به قایق بادبانی منتقل شد. جونز با قایق کوچکتر به خلیج سوبیک بازگشت.
در طول روز، یک ماهیگیر محلی به کشتی مشکوک شده بود و به مقامات هشدار داد. روز بعد گارد ساحلی فیلیپین و مقامات گمرکی با سوار کشتی کاپیتان اوفوک شدند و ۲۰ جعبه چوبی بدون برچسب کشف کردند، که کاپیتان هیچ بارنامه ای برای ارائه دربارهٔ این محموله نداشت. مقامات اسلحه‌های تهاجمی پینداد اس اس ۱ را در جعبه‌ها پیدا کردند.
کاپیتان جایگزین برن دستگیر شد اما به قید وثیقه آزاد شد. بعداً، در دسامبر ۲۰۱۴، وی به دلیل فرار مالیاتی مربوط به محموله کشتی، به صورت غیابی به هشت سال زندان محکوم شد. او در سال ۲۰۱۶ آزاد شد.
خدمه که همگی شهروندان گرجستان بودند، بازداشت و در سال ۲۰۱۰ برای آنها کیفرخواست صادر شد. و سرانجام به گرجستان بازداد شدند.

#### ترور بروس جونز
مطبوعات نقش جونز را در پوشش دادن این پرونده محکوم کردند. جونز مخفی شد و در اوایل سپتامبر تسلیم مقامات شد. او به شرط قرار گرفتن در یک برنامه محافظت از شاهد، به همکاری با مقامات موافقت کرد. او خیلی زیاد به مرگ تهدید شد و ظاهراً افرادی او را تحت تعقیب قرار می‌دادند و تحت نظر داشتند. او هرگز از طرح حفاظت از شاهدان که وکیلش درخواست کرده بود، بهره‌مند نشد. یک سال پس از این حادثه، او اطمینان یافت که دیگر کارفرمایان سابق او، او را دنبال نمی‌کنند. در ۲۱ سپتامبر ۲۰۱۰، او همسرش و پسرش با یکی از دوستانشان که به نام جان نش او را می‌شناختند برای صرف ناهار به مرکز خرید آنجلز در شمال مانیل رفتند. در بازگشت از مرکز خرید، جونز توسط دو قاتل با موتور سیکلت به ضرب گلوله کشته شد. یک گلوله به همسرش اصابت کرد اما او زنده ماند. ترور در کنار یک مرکز تیراندازی صورت گرفت، که پوشش ایده‌آلی را برای صدای گلوله فراهم می‌کرد.
لرو هرگز به‌طور رسمی در ارتباط با مرگ جونز متهم نشده‌است، اگرچه او در گفتگوی خصوصی ادعا کرد که سفارش انجام این کار را داده‌است. این پرونده بین سالهای ۲۰۱۲ و ۲۰۱۳ بایگانی شد و تا اکتبر ۲۰۱۵ همچنان حل نشده باقی ماند و هیچ مظنونی به دلیل آن دستگیر نشده‌است.

#### حمله به خانه هربرت تان تیو
در اوایل اکتبر ۲۰۱۰ پلیس ملی فیلیپین خانه هربرت تان تیو را جستجو کرد و چندین اسلحه تهاجمی ساخت اندونزی را در آن کشف کرد، که گمان می‌رود از کاپیتان اوفوک باشد. تان تیو بعداً ناپدید شد و هنوز پیدا نشده‌است.

#### ترور میکائیل لونتوک
لونتوک، مدیر کل شرکت‌های Red White و Blue Arms Inc، در سپتامبر ۲۰۱۱ در حال بازگشت از یک مسابقه تیراندازی در حومه مانیل بود. وقتی او سرعت خود را در یک تقاطع پر رفت و آمد کاهش داد، او تماس تلفنی دریافت کرد. همزمان چهار مرد ماشین او را محاصره کردند و به داخل آن شلیک کردند. لونتوک در صحنه جرم مرد. همسر وی بعداً به خبرنگاران گفت که با یک کارتل قاچاق اسلحه درگیر شده و سعی در بیرون رفتن از رابطه با آنها را داشته.
یک سال پس از ترور لونتوک، شخصی به نام جیمی پیانیار به کشتن او اعتراف کرد. او اظهار داشت که برای انجام این قتل به او و سه مرد دیگر پول پرداخت شده‌است و حداقل پنج بار برای انجام آن تلاش کرده‌است. هویت فرد پشت این قتل‌ها اعلام نشده‌است، او فقط با نام «مغز متفکر» شناخته می‌شود.

#### دستگیری رونالد باریکواترو
باریکواترو در تلاش برای بازخرید موتورسیکلتی که قبلاً از یکی از سرمایه گذاران سندیکای قاچاق اسلحه به نام کریستوفر لروف مصادره شده بود، در محله داسماریناس مانیل دستگیر شد. در دارایی‌های او یک کلاه گیس، دوربین، کارت شناسایی جعلی و لیستی از کسانی که باید آنها را می‌کشت پیدا شد. که نام مار سوپناد، یک روزنامه‌نگار تحقیقی، که روی پرونده کاپیتان اوفوک نیز کار می‌کرد، در بالای این لیست قرار داشت.
او که از قبل برای اتهامات مختلفی مانند راه انداختن آتش‌سوزی و قتل به دلیل اختلافات خانوادگی، تحت تعقیب بود، بازداشت شد. بعداً شاهدان ادعا کردند که باریکواترو ساعتها قبل از ترور، بر ماشین لونتوک نظارت داشته‌است.
بعداً باریکواترو اظهار داشت که او برای انجام نظارت بر سوپناد توسط دیو اسمیت استخدام شده‌است اما شخص دیگری قتل واقعی را انجام داده‌است.

#### ناپدید شدن جو زونیگا
وکیل، جو فرانک زونیگا وکالت جونز را در پرونده کاپیتان اوفوک بر عهده داشت. در ۲۰ ژوئن ۲۰۱۲، او برای دیدار با یک مشتری از خانه خود خارج شد. او آخرین بار در ساعت ۱۱:۴۵ در منطقه خلیج سوبیک در شرکت تیموتی دزموند، مدیرعامل پارک آبی Ocean Adventure و جان نش رئیس امنیت آن، دیده شد. تقریباً در همان زمان، شاهدی گزارش کرد که مردی در نزدیکی ماشین زونیگا به داخل یک ون کشیده شده‌است. به نظر می‌رسد تماس بین تلفن همراه زونیگا و یکی از اعضای خانواده در ساعت ۲ بعد از ظهر انجام شده‌است. بعد از ظهر روز بعد ماشین او کشف شد. زونیگا از آن زمان ناپدید شده‌است و پلیس او را مرده در نظر گرفته‌است. این پرونده بین سالهای ۲۰۱۲ و ۲۰۱۴ بایگانی شد، بدون اینکه مظنونی به دلیل آن دستگیر شود.

#### جان نش
نش یک شرکت امنیتی را در منطقه خلیج سوبیک اداره می‌کرد. او که دوست صمیمی بروس جونز و جو زونیگا بود، آخرین کسی بود که هر دو مرد را زنده دید. در حالی که اداره تحقیقات ملی شروع به تحقیق دربارهٔ روابط او و پرونده زونیگا کرده بود، کشف کرد که او در حال استفاده از هویت یک فرد مرده‌است، و او را در ۲ مه ۲۰۱۴ دستگیر کردند. او از افشای هویت خود امتناع کرد و علیرغم پرس و جو از ایالات متحده، انگلیس، استرالیا و آفریقای جنوبی، هیچ ایالت یا کشوری نمی‌تواند هیچ سرنخی از تابعیت یا هویت وی ارائه دهد و همچنین هیچ‌یک از اطرافیان او هم نمی‌توانند این کار را بکنند. او از نوامبر ۲۰۱۵ در فیلیپین در بازداشت به سر می‌برد و تاکنون فقط به نقض مهاجرت متهم شده‌است. هویت، تابعیت، ارتباط احتمالی وی با لرو یا نقش او در پرونده‌های جونز و زونیگا، هنوز مشخص نیست.

#### عواقب
تمام پرونده‌های علنی مربوط به کاپیتان اوفوک بین سال‌های ۲۰۱۲ و ۲۰۱۴ بایگانی شد. پاول لرو هرگز به‌طور رسمی در هیچ‌یک از آنها متهم نشده‌است. روزنامه‌نگار، ایوان راتلیف، با استناد به منابع در اجرای قانون و سازمان لرو، اشاره می‌کند که لرو از طریق رشوه و ارعاب از متهم شدن اجتناب کرده‌است.

### ژه ره وه
لرو پس از نقل مکان به ریودوژانیرو، برنامه‌ریزی برای جابه‌جا کردن دو محموله مواد مخدر از اکوادور از طریق قایق تفریحی را آغاز کرد. یکی از دو قایق تفریحی مورد استفاده برای حمل و نقل، ژه ره وه (از فرانسوی "من رویا می‌بینم") در اگوست ۲۰۱۲ وارد اکوادور شد.
ژه ره وه به استرالیا، و قایق تفریحی دیگر به فیلیپین سفر می‌کند و هر کدام تقریباً ۲۰۰ کیلوگرم کوکائین حمل می‌کنند. مأموران DEA موفق شدند دستگاه ردیابی را روی ژه ره وه قرار دهند و حرکات او را دنبال کنند. او مدت کوتاهی در سواحل پرو لنگر انداخت و سپس سفر خود را آغاز کرد. دستگاه ردیابی بعد از ۶۰۰۰ مایل از کار افتاد. آخرین موقعیت گزارش شده آن مربوط به اواخر سپتامبر، نزدیک جزایر کوک است.
قایقی که به سمت فیلیپین حرکت می‌کرد سفر خود را به پایان رساند اما ژه ره وه نتوانست به مقصد برسد. در ۷ نوامبر، قایق را در یک صخره در ساحل جزیره لواتافیتو، که یک جزیره مرجانی خالی از سکنه در قسمت شمالی تونگا و ده مایلی جزیره اصلی بود پر از آب یافتند. قایق بادبانی ظاهراً در به طوفان خورده و واژگون شده‌است. جسدی که احتمال می‌رود همسر دوم میلان ریندزاک (۳۵ ساله)، شهروند اسلواکی باشد، در آنجا پیدا شده‌است. چندین پاسپورت، پول به ارزهای مختلف اروپایی و آمریکایی و چند صد بسته کوکائین که ارزش آن در خیابان ۱۲۰ میلیون دلار بود نیز پیدا شد. از کاپیتان قایق اثری نبود. کالبد شکافی موفق به کشف علت مرگ نشد، مرگ چند روز، یا احتمالاً هفته‌ها زودتر رخ داده بود.
پلیس تونگا سعی داشت اقوام ریندزاک را در اسلواکی پیدا کند، اما والدین ریندزاک ادعا کردند که این جسد متعلق به پسر آنها نیست. رسانه‌های اسلواکی حدس می‌زدند که ممکن است جسد ماروس دیک باشد، اما این تأیید نشده‌است. پلیس اسلواکی با استناد به تحقیقات در حال انجام، از اظهار نظر در مورد گمانه زنی‌ها خودداری کرد. ادعا ای مبنی بر شناسایی جسد مطرح نشد و سرانجام در ژانویه ۲۰۱۳ در یک قبرستان محلی به خاک سپرده شد.

### ترور نویمی ادیلور
کارگزار املاک و مستغلات نیمه وقت نویمی ادیلور با یک افسر گمرک فیلیپین ازدواج کرده بود (به همین دلیل، برخی منابع به اشتباه از او به عنوان نماینده گمرک یاد می‌کنند) و گفته می‌شود برای شرکت لا پلاتا تریدینگ کار می‌کرد. گفته می‌شود او در مقابل دریافت رشوه کالاها را از گمرک قاچاق می‌کرد، اما در این مورد با وجود اینکه رشوه را دریافت کرده بود، کار خود را انجام نداد. هانتر قاتلانی را استخدام کرد که او را حتی در خانه تحت نظر قرار دهند و بدین ترتیب کشف کرد که وی به عنوان بنگاه املاک و مستغلات کار می‌کند. آنها به عنوان مشتریانی بالقوه که بدنبال ملک اجاره ای هستند، خود را معرفی کردند، آنها خانه ای را در نظر گرفتند که انجام قتل و تمیز کاری در آن آسان‌تر و بی خطر تر بود. آنها سپس خواستند که دوباره آن ملک را ببینند و در ۲۳ ژوئن ۲۰۱۱ او را به در درب خانه با ضرب گلوله به قتل رساندند.
شوهر و خواهرش از همکاری با مقامات و پاسخ دادن به سوالات روزنامه نگاران خودداری کردند. لرو پس از دستگیری، در دادگاه اعتراف کرد که دستور قتل را صادر کرده‌است، اما به دلیل توافق‌نامه سودآوری که پس از دستگیری امضا کرده بود، نمی‌توان وی را در آمریکا تحت پیگرد قانونی قرار داد. با این حال، دفتر تحقیقات ملی فیلیپین اعلام کرده‌است که آنها به دنبال استرداد لرو هستند و او را به جرایمی که تحت حوزه نظارت آنها مرتکب شده متهم می‌کنند.

### ترور کاترین لی
حدود سال ۲۰۱۱، لرو از کارگزار املاک و مستغلات کاترین لی از لاس پیناس، فیلیپین، برای خرید ملک تعطیلات در باتانگاس برای او استفاده کرد و ۵۰ میلیون پزو فیلیپین (حدود ۱٫۱۵ میلیون دلار) به او پیش پرداخت کرد. لی برای انجام معامله از یک همکار ناشناس استفاده کرد. با این حال، آن همکار با پول ناپدید شد.
در اوایل فوریه ۲۰۱۲، لی ایمیلی دریافت کرد که توسط دو مرد که توسط هانتر استخدام شده بودند، فرستاده شده بود. آنها خود را بیل مکسول و تونی معرفی کردند و ادعا کردند که کانادایی هستند و در مانیل زندگی می‌کنند و به دنبال سرمایه‌گذاری در املاک و مستغلات هستند. او با این دو مرد ملاقات کرد و در طول سه روز، املاک مختلفی به آنها نشان داد. وی آخرین بار در ساعت ۴:۳۰ بعد از ظهر ۱۲ فوریه، سومین روز نشان دادن خانه به آن دو مرد، توسط صاحبان املاکی که از آنها بازدید کرده بودند و سه کارگزار دیگر زنده دیده شد. او به همراه مشتریانش با ماشین حرکت کرد. جسد وی ساعت ۶:۳۰ صبح روز بعد در یک مزرعه در تای تای، ریزال، یک شهر صنعتی با فاصله یک ساعت در شرق شهر مانیل پیدا شد. او چهار بار مورد اصابت گلوله قرار گرفته بود که در زیر هر چشم یک گلوله شلیک شده بود، اداره ملی تحقیقات مشکوک شد که این امضای خاص قاتل است. هانتر که از نحوه انجام قتل ناراضی بود، دو قاتل را کنار گذاشت.
اداره تحقیقات ملی فیلیپین، این پرونده را با پرونده نویمی ادیلور، که به روش مشابه کشته شد و مرتبط دانست، و این پرونده نیز حل نشد، زیرا خانواده وی از همکاری با مقامات خودداری کردند. اداره تحقیقات ملی فیلیپین بر این باور بود که شریک کاترین لی نیز به قتل رسیده، اما هیچ جسدی پیدا نشد.
در پی دستگیری‌ها در سال ۲۰۱۲ و ۲۰۱۳، لرو و هانتر هیچ‌کدام به‌طور رسمی به جرم قتل این دو نفر متهم نشدند. با اینکه لرو در دادگاه اعتراف کرد که دستور قتل این دو نفر را صادر کرده‌است. (لرو به دلیل قبول کردن پیشنهاد همکاری با پلیس، به او در مقابل محاکمه شدن در ایالات متحده مصونیت داد، اما احتمال این وجود دارد که پرونده او در فیلیپین جریان پیدا کند و او به فیلیپین استراد شود). هانتر و دو قاتل در سال ۲۰۱۹ به حبس ابد محکوم شدند.

## تحقیق، بازداشت و پیگرد قانونی
مقامات آمریکایی تحقیقات خود را علیه شرکت RX Limited در سپتامبر ۲۰۰۷ آغاز کردند.
در سال ۲۰۰۹، مقامات آمریکایی با نام لرو و یک شماره تلفن که تصور می‌شود از آن او باشد، برخورد کردند و شروع به شنود آن کردند.
با دنبال کردن پرونده کاپیتان اوفوک، اداره مبارزه با مواد مخدر آمریکا خیلی سریع به نقش پاول لرو در این پرونده پی برد، و دلیل آن این بود که دامنه وبسایت‌های این دو شرکت (لاپلاتا تریدینگ و رد وایت اند بلو آرمز) از طریق شرکت ABSystems به ثبت رسیده بود، این همان شرکت ثبت کننده دامنه ای است که لرو برای RX Limited راه اندازی کرده بود.
یکی دیگر از دلایلی که مقامات آمریکایی مشکوک شدند، این بود که تعداد زیادی تماس از طریق شماره تلفنی که به پاول لرو نسبت داده شده بود، به سومالی گرفته شد، اما فعالیت‌های او فقط در گزارش سازمان ملل در سال ۲۰۱۱ آشکار شد.
در مارس سال ۲۰۱۲، اداره مبارزه با مواد مخدر یک داروخانه در اشکوش، ویسکانسین جستوجو کرد. صاحب داروخانه در تابستان ۲۰۰۶ بعد از اینکه کسی که او را استخدام کرد به او اطمینان داد که این کسب کاملاً قانونی است، وارد کسب و کار گردید، و طی این سال‌ها او تبدیل به یکی از تأمین کنندگان اصلی RX Limited شده بود. صاحب داروخانه به سرعت به دست داشتن در این کسب و کار اعتراف کرد و قبول کرد تا با مقامات همکاری کند. او تماس خود را با شرکت حفظ کرد تا اداره مبارزه با مواد مخدر بتواند چهره‌های اصلی سازمان لرو را شناسایی کنند.

### دستگیری‌ها در هنگ کنگ
از طریق استراق سمع در ریو، مأمورین اداره مبارزه با مواد مخدر آمریکا از محموله بزرگ کودی که از طریق هنگ کنگ می‌گذشت، با خبر شدند. آنها مقامات هنگ کنگ را با خبر کردند، در پی تفحص یک انبار، ۲۲ تن کود آمونیوم نیترات کشف شد، که برای ساخت یک بمب، ده برابر قدرتمندتر از بمب استفاده شده در بمب‌گذاری در اوکلاهما سیتی کافی بود. دفتر شرکت متعلق به لرو در هنگ کنگ و آپارتمان مدیر این شرکت در ۳۰ آپریل مورد بررسی قرار گرفت، که حاوی سرنخ‌هایی از قسمت‌های دیگر سازمان بود.
تعداد زیادی از کارمندان پاول لرو، که اکثر آنها اسرائیلی بودند، در این روزها در حالی که تلاش می‌کردند دارایی‌های او را از بین ببرند و شمش‌های طلا و پول‌ها را از کشور خارج کنند، دستگیر شدند.
در میان دستگیرشدگان ماروس دک، تحت نام مستعار ایوان واکلاویک فعالیت می‌کرد که در ارتباط با قتل برادرش رومن در سال ۱۹۹۹ در اتحادیه اروپا تحت تعقیب بود. او بعداً با قرار وثیقه آزاد شد و به ریو دو ژانیرو فرار کرد. یک شهروند فیلیپینو هم دستگیر شد و با قرار وثیقه آزاد شد.
همسر لرو، لیلین چونگ یوئن پو، به محض ورود به هنگ کنگ در ۱۰ مه دستگیر شد و به نظر می‌رسد بدون متهم شدن به جرمی، آزاد شد.
بعداً مشخص شد که این کود دارای کیفیت نامناسب برای ساخت مواد منفجره است، که نشان می‌داد شریک لرو در این قرارداد به او خیانت کرده‌است. تاکنون هیچ‌کس در رابطه با مواد منفجره متهم نشده‌است.
اسرائیلی‌ها بعداً در هنگ کنگ محکوم شدند، آنها به دلیل در اختیار داشتن «دارایی‌هایی که به دلیل منطقی باور می‌شود که از درآمد ارتکاب یک جرم تهیه شده‌اند» به ۴ تا بیش از ۵ سال زندان محکوم شدند. حداقل دو نفر از آنها زودتر آزاد شده و به اسرائیل بازگردانده شدند.

### دستگیری لرو
مقامات از طریق استراق سمع ریو دریافتند که لرو در حال ترتیب دادن قاچاق دو محموله مواد مخدر از طریق قایق تفریحی و از اکوادور است. این اولین باری بود که مقامات آمریکایی از دست داشتن لرو در معاملات مواد مخدر باخبر شدند. قبلتر فقط به خاطر فروش غیرقانونی داروی نسخه ای تحت نظر بود، اما اکنون به هدف بخش «ضد تروریسم موادمخدر» اداره مبارزه با مواد مخدر آمریکا تبدیل شده بود.

### عملیات استینگ (نیش) علیه همکاران لرو
این عملیات در اواخر سال ۲۰۱۲ آغاز شد، لرو به همکارانش، اسکات استمرز و الن کلی ریز پارالتا دستور داد که برای تأمین متامفتامین به یه تیونگ تان لیم مراجعه کنند، کسی که قبلاً هم با لرو کار کرده بود. پارالتا و لیم با نماینده جعلی یک کارتل کلمبیایی ملاقات کردند. کلمبیایی‌ها درخواست کردند که آشپزخانه مواد، که به گفته لیم در کره شمالی بود را ببینند. لیم این درخواست را رد کرد، چرا که حضور خارجی‌ها در آنجا باعث شک می‌شد. لیم نمونه متامفتامین را در فوریه برای فیلیپ شکلز که یکی دیگر از همکاران لرو بود فرستاد. شکلز و استمرز همان‌طور که مشتری درخواست کرده بود مواد را به مونروویا فرستادند. نمونه‌ها، در تست‌های خلوص ۹۶٪ و ۹۸٪ تأیید شد.

### محاکمه لرو
لرو به خاطر دست داشتن در شرکت RX Limited، در سال ۲۰۱۴ مجرم شناخته شد. در دسامبر ۲۰۱۴، او به خاطر قاچاق متامفتامین به ایالات متحده، فروش تکنولوژی به ایران، دستور و شرکت در قتل هفت نفر و جعل و رشوه گناهکار شناخته شد. در مارس ۲۰۱۶ مشخص شد که مقامات ایالات متحده اقدامات نامشخصی را برای حفاظت از خانواده لرو انجام داده‌اند.
در ۱۲ ژوئن ۲۰۲۰، لرو به ۲۵ سال زندان محکوم شد.

### محاکمه هانتر و چهار آدمکش
اتهامات علیه هانتر، گوگل و وامواکیاس، توطئه برای قتل مأمور فدرال و وارد کردن مواد مخدر بود. فیلتر و سوبروسکی فقط در اتهامات مربوط به مواد مخدر گناهکار شناخته شدند.
پس از آنکه ارتباط هانتر با لرو در دسامبر ۲۰۱۴ به‌طور عمومی مشخص شد، وکیل مدافع وی در ژانویه ۲۰۱۵ استدلال کرد که هانتر بخاطر ترس از لرو از او تبعیت کرده‌است. دادگاه این استدلال را رد کرد. هانتر در اواخر ژانویه به گناه خود اعتراف کرد. همهٔ کسانی که شریک جرم او بودند پرونده خود را تا سال ۲۰۱۵ ادامه دادند.
هانتر با ۱۰ سال و حبس ابد روبرو بود و دستورالعمل‌های فدرال بین ۲۴ تا ۳۰ سال توصیه می‌کرد. وکیل مدافع او حداقل ۱۰ سال درخواست کرد، زیرا استدلال می‌کرد که هانتر از اختلال اختلال اضطراب پس از سانحه ناشی از دوران سربازی و پیمانکاری امنیتی رنج می‌برد. در ۳۱ مه ۲۰۱۶، هانتر به ۲۰ سال حبس محکوم شد. در سال ۲۰۱۹، هانتر به جرم قتل کاترین لی محکوم به حبس ابد شد.

### محاکمه چهره‌های اصلی RX Limited
در اکتبر/نوامبر سال ۲۰۱۳، یازده نفر در مینسوتا متهم شدند که با RX Limited مرتبط بوده‌اند. این شامل ۵ مدیر RX Limited، یک داروخانه دار که داروهای RX Limited را تأمین می‌کرد و به آنها در پروسه راه اندازی کارت اعتباری در ایالات متحده کمک می‌کرد، همچنین یک پزشک که برای بیمارانی که هیچوقت به صورت حضوری ایشان را معاینه نمی‌کرد، داروی نسخه ای تجویز می‌کرد.
لرو در اوایل سال ۲۰۱۴ دو نفر از مدیران مرکز تماس را ترغیب کرد که به رومانی بروند، در یک مورد بهانه او ترتیب دادن انتقال پول به کارکنان اخراج شده اش بود که هنوز بدهکار بودند. هر دو توسط پلیس محلی دستگیر و به آمریکا تحویل داده شدند. یکی از آنها به قید وثیقه آزاد شد و احتمالاً به اسرائیل بازگشت. دیگری در مارس ۲۰۱۷ در دادگاه فدرال مینه سوتا تبرئه شد.
لرو برای اولین بار در دادگاه عمومی حاضر شد و در مارس ۲۰۱۶ در این پرونده شهادت داد، در حالی این اتفاق افتاد که وکلای وی معتقد بودند که پوشش رسانه ای این پرونده، خانواده او را در معرض خطر قرار می‌دهد و چندین درخواست برای جلوگیری از جلسه عمومی ارائه کرد. گزارش دستگیری جعلی، مورخ ۲۹ فوریه ۲۰۱۶، ظاهراً برای پنهان کردن شرایط دستگیری وی ارائه شد.

### دستگیری مضنونین قتل کاترین لی
تحقیقات اداره مبارزه با مواد مخدر آمریکا(DEA) نهایتاً آنها را به دو مرد در روکسبورو، کارولینای شمالی رساند. بعد از اینکه ۵ شاهد آنها را از روی عکس شناسایی کردند، شهادت دادند که لی را چند روز قبل از به قتل رسیدنش در شرکت این دو نفر دیده‌اند، ادم سامیا و کارل دیوید استیلول در زادگاهشان دستگیر شدند و به نیویورک منتقل شدند تا با جوزف هانتر محاکمه شوند. آن طور که گزارش شده‌است آنها ۷۰۰۰۰ دلار برای قتل‌ها دریافت کرده‌اند. هر دو مرد اظهار بی گناهی کردند.
مدارک دادگاه آشکار کرد که در مارس ۲۰۱۶ عکس در تلفن همراه استیلول پیدا شد، تاریخ عکس مربوط به روزی بود که کاترین لی به قتل رسیده بود و در آن «ظاهراً ون سفیدی، شبیه به ون سفیدی که (به گفته شاهدان کاترین لی در آن به قتل رسید بود) و سر یک انسان زخمی به تصویر کشیده شده بود.»
سمیا، استیلول و هانتر در سال ۲۰۱۹ برای قتل کاترین لی به حبس ابد محکوم شدند.

### پوشش رسانه ای
دستگیری در ابندا مخفی نگه داشته شد. دستگیری همکاران و کارمندانش در رسانه‌ها منتشر شد، اما به یکدیگر و به لرو مرتبط نشد. اولین گزارش دستگیری لرو در دسامبر ۲۰۱۳ در یک روزنامه برزیلی ظاهر شد، با این حال به ارتباط بین آن و دیگر دستگیری‌ها اشاره ای نشد. این مقاله به پرتغالی بود و به صورت گسترده منتشر نشد. یک سال طول کشید، تا در دسامبر ۲۰۱۴، که نیویورک تایمز گزارشی دربارهٔ دستگیری هانتر چاپ کرد، که نشان می‌داد که به دلیل همکاری لرو با مقامات او را دستگیر کرده‌اند. با این حال پرونده لرو، و بخش بزرگی از پرونده‌های دیگر متهمان، منتشر نشد. لرو موضوع اصلی اپیزود شماره ۱۳۶ پادکست ریپلی آل از گیملت مدیا بود. در سال ۲۰۱۹، ایوان رتلیف، کسی که یک مجموعه مقاله سریالی دربارهٔ لرو، برای مجله آتاویست نوشته بود، کتاب مسترمایند را در ۴۴۶ صفحه منتشر کرد. که در آن سرگذشت لرو را عنوان می‌کند. همچنین در سال ۲۰۱۹، روزنامه‌نگار تحقیقی الاین شنون، شکار لرو را منتشر کرد، کتاب به تلاش‌های اداره مبارزه با مواد مخدر آمریکا برای دستگیری لرو، می‌پردازد.

## هویت‌های استفاده شده
پاول لرو با نام‌های مستعار متعددی فعالیت می‌کرد:
- پاول سولوتشی کالدر لرو، و با پاسپورت دیپلماتیک کونگویی اش پشتیبانی می‌شد[۴]
- جان برنارد بولینز (یا برنارد جان بولینز)[۱] در بیانیه دادگاه تأیید شده‌است[۲] و با پاسپورت زیمبابوه پشتیبانی می‌شد[۲۴]
- جان پاول لرو ملقب به جوهان (یا لراکس)[۳]
- جوهان ویلیام اسمیت، در بیانیه دادگاه تأیید شده‌است[۲]
- بنی، در گزارش تحقیقی اصلی ایوان رتلیف تأیید شده‌است[1]

## ساتوشی ناکاموتو

رمز ارز بیت کوین

در مقاله ای در مجله وایرد، رتلیف اظهار داشت که طبق برخی شواهد و مدارک، احتمال دارد لرو همان ساتوشی ناکاموتو باشد. با این حال، او گفت که، گرچه امکان رد این احتمال وجود ندارد، اما شواهد مستقیم کافی برای اثبات آن نیز وجود ندارد.
در کتابی که توسط ایوان راتلیف در مورد پاول لرو نوشته شده‌است، او گفت که «یک کارمند سابق لرو، که اکنون در زندان است» عنوان کرد که لرو خالق بیت کوین بوده‌است. دستگیری لرو، و آخرین پست‌های ارسال شده در مخزن اصلی بیتکوین توسط ساتوشی، تقریباً در یک زمان اتفاق افتاده‌است.

## زندگی شخصی

### فرزند خواندگی
با اینکه اعضای خانواده در طی سالیان متمادی متوجه فرزند خواندگی لرو شده بودند، پدر و مادر او هرگز در اینباره به او چیزی نگفتند. تا سال ۲۰۰۲، که او برای گرفتن یک کپی از گواهی تولد خود به زیمبابوه رفته بود، و عمه و عموی او حقیقت را به او گفتند. یکی از بستگان می‌گوید این فاش کردن حقیقت، لرو را به عمق بحران‌های شخصیتیش فرو برد. او اظهار کرده بود که بیشتر از همه چیز از قسمت «ناشناس» (که در گواهی تولد او به جای اسم او نوشته شده‌است، و این حقیقت که او هرگز مادر واقعیش را نشناخت، و این حقیقت که گواهی تولد دربارهٔ پدر او هیچ چیزی درج نشده‌است).

### خانواده
لرو در سال ۱۹۹۴ با اولین همسر خود که یک شهروند استرالیا بود در لندن ملاقات کرد، و در سال ۱۹۹۵ با او ازدواج کرد. این زوج در سال ۱۹۹۹ در بریزبن از هم طلاق گرفتند. منابع نزدیک به لرو، این طلاق را با عنوان «خشونت‌آمیز» نام می‌برند، در حالی که برخی دیگر از منابع اظهار می‌کنند، این طلاق توافقی بوده‌است. مشخص نیست که این زوج فرزندی داشته‌اند یا خیر، برخی منابع به یک پسر اشاره می‌کنند در حالی که منابع دیگر ادعا می‌کنند که اولین فرزند (پسر) او از همسر دومش بوده‌است.
بین سال‌های ۲۰۰۰ و ۲۰۰۱، لرو با یک زن هلندی به نام لیلین چونگ یوئن پوی، ازدواج کرد. این زوج صاحب یک فرزند پسر شدند. به نظر می‌رسد او در کسب و کار لرو دست داشته‌است، و تا قبل از دستگیری او، مدیریت برخی از اموال لرو را بر عهده داشته‌است.
در سال ۲۰۰۷، لرو خانواده اش را به مانیل برد. او در حدود سال ۲۰۰۷، از سیندی کایانان، یک دختر داشت، با اینکه لرو در حداقل یک مورد، ادعا کرده بود که کایانان همسر او بوده، اما ازدواجش با پوی هرگز از هم نپاشید و تا زمان دستگیری با او در ارتباط بود. همچنین در سال ۲۰۱۲، به یک پسر تازه متولد شده اشاره می‌شود، اما مشخص نیست که مادر این بچه سیندی کانایان است یا معشوقه برزیلی لرو.
در طول اقامتش در ریو دو ژانیرو، لرو یک رابطه را با یک رن محلی شروع کرد. و از او صاحب یک پسر شد، که از استرداد او به کشورهای دیگر جلوگیری می‌کرد. زمان دقیق این رابطه و تولد بچه مشخص نیست.

### شخصیت
گزارش‌ها دربارهٔ شخصیت لرو متفاوت و متناقض هستند: درحالی که یکی از همکاران صابقش می‌گوید «آدم نرم و ملایمی نبود»، یکی دیگر از آنها می‌گوید که او با کارکنان تازه استخدام شده بسیار دوستانه بود، و گاهی برای آنها هدیه می‌خرید. به گفته او، لرو با این کار خود و کسب و کارش را مشروع تر نشان می‌داد، و بسیاری از کارکنانش که فکر می‌کردند در این شرکت در حال انجام کارهای قانونی هستند را راضی نگه می‌داشت. تقسیم‌بندی عملیات‌ها به لرو در انجام این کار کمک کرد، و تعداد کمی از کارمندانش از کل عملیات‌ها و شاخه‌هایی که لرو در آنها دست داشت با خبر بودند. در سال ۲۰۰۹ که شایعاتی دربارهٔ کارهای خلاف لرو، و قتل چند نفر به دستور او، شروع به گسترش درون سازمان لرو کرد، بسیاری از کارکنانش از ترس اینکه لرو آنها را بکشد یا به آنها آسیب برساند کارشان را ترک نکردند.
ایوان رتلیف گرایش لرو به خلافکار شدن را به اتفاقات سیاسی، در جنوب آفریقا، که وقتی او جوان بود در دهه‌های ۱۹۷۰ و ۱۹۸۰ رخ داد، نسبت می‌دهد. در حالی که او از زندگی در پناهگاه به دلیل جنگ داخلی زیمبابوه، به عنوان یک کودک لذت می‌برد، در وضعیت پر هرج و مرج آنزمان، که قاچاق و عملیات‌های شبه قانونی مرسوم، و قابل قبول بود، ممکن است این مسائل بر قوه تشخیص درست و غلط لرو تأثیر گذاشته باشد، شاید این توضیح دهد که چرا حد اقل در ابتدای کارش، لرو نگرانی چندانی دربارهٔ اداره یک تجارت غیرقانونی نداشت. خبرنگار تحقیقی الاین شنون بر این باور است که لرو همواره به سمت آفریقا کشیده می‌شد، که او به عنوان «مکانی که او هرکاری که می‌خواهد می‌تواند انجام دهد، از هیچ قانونی تبعیت نکند، قوانین خود را وضع کند، زندگی خود را بسازد، امپراطوری خود را بسازد.» آفریقا را در نظر می‌گرفت. با اینکه رتلیف محتاطانه از نئو استعمارگر بودن لرو سخن می‌گوید، اظهار می‌کند که او بارها در صحبت‌هایش این ایده‌ها را مطرح کرده‌است.
یکی از کسانی که در لیست مرگ لرو بود، می‌گوید که لرو به شدت مایل به سوء استفاده از فساد بود، چون باور داشت «هر کسی یک قیمتی دارد.»
لرو در مقابل استفاده از خشونت بسیار بی‌تفاوت بود. در یک نمونه گفته شده، که او در یک گفتگوی عادی پرسیده‌است که آیا کسی که به او بدهکار است فرزندی دارد یا نه. در چند مورد، او مردم را می‌ترساند و تهدید می‌کرد که حتی اگر مشکوک شود که آنها به او خیانت کرده‌اند، آنها را خواهد کشت. در سال ۲۰۰۸، او در پی یک اختلاف مالی، دستور داد خانهٔ پسر عمویش که یکی از کارمندانش نیز بود را بمباران کنند.
در زمان منتهی به بازداشتش، لرو به عنوان فردی که جنون انجام کارهای بسیار بزرگ را داشت، توصیف می‌شود، که از یک طرف اشتهای زیادی داشت و احتیاط را کنار گذاشته بود، و از طرف دیگر به جزییات مهم احتیاطی مانند داشتن فرزند برزیلی برای جلوگیری از استرداد، فکر کرده بود. مأموران دی ئی ای اظهار داشتند که در شنودهای انجام شده، لرو این احساس را منتقل می‌کرد که: «قرار نیست برای همیشه از زیرش در برود.»
لرو برای پست‌های یوزنت نژادپرستانه و رفتارهای نژاد پرستانه با کارمندانش معروف بود. او تعداد زیادی از اسرائیلی‌ها را در پست‌های کلیدی به کار گرفت، اگرچه یکی از مدیران سابق مرکز تماس اظهار داشت که این بیشتر به این دلیل است که او اسرائیلی‌ها را «کم هزینه‌ترین، صادق‌ترین و باهوش‌ترین کارمندانی که می‌توانست پیدا کند» می‌داند نه چون به آنها علاقه داشت.